# Technische Universität Berlin

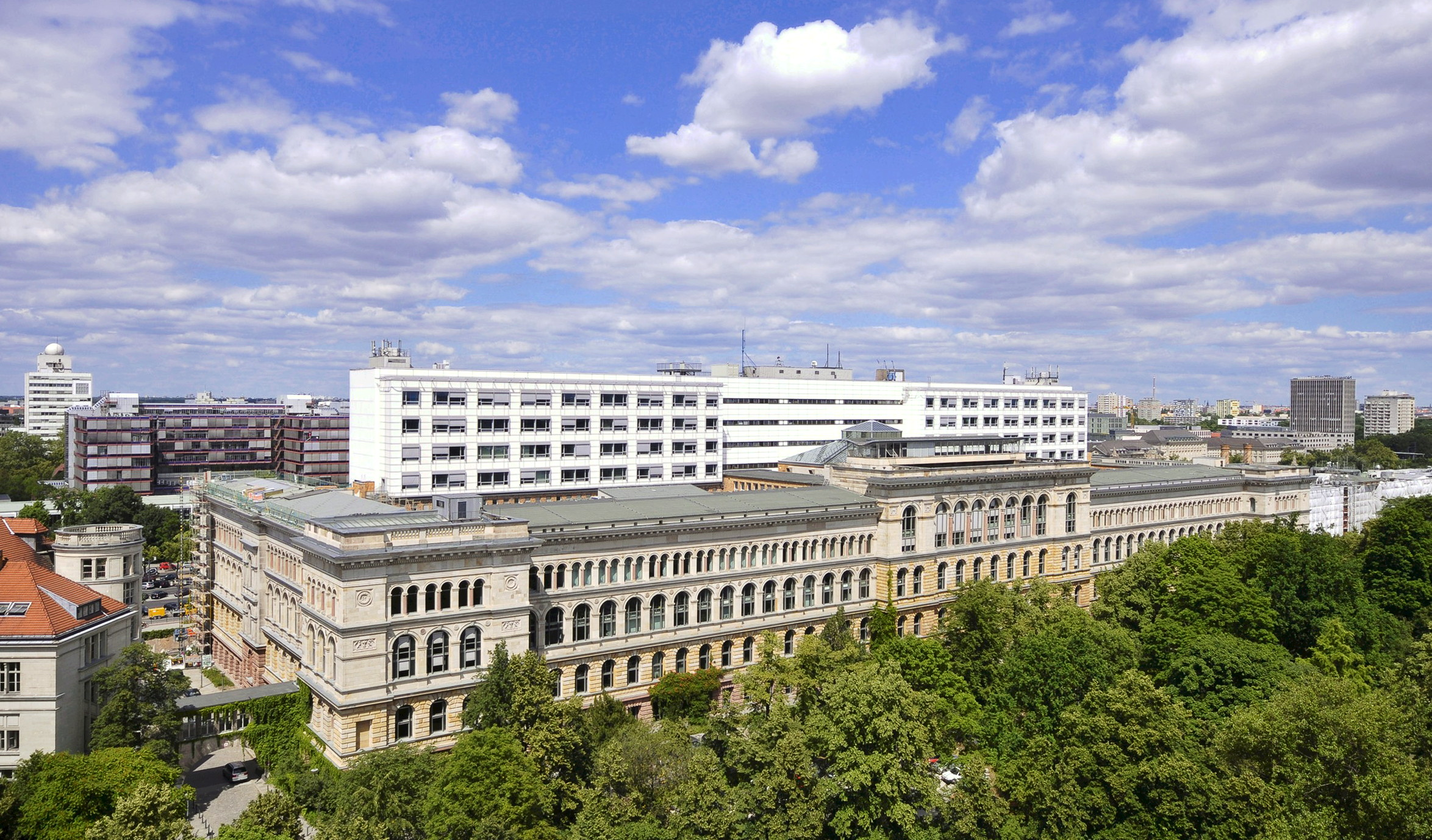
Hauptgebäude der Universität

Die Technische Universität Berlin (kurz TU Berlin) in Berlin-Charlottenburg ist mit rund 35.000 Studierenden in über 100 Studiengängen eine der 20 größten Hochschulen in Deutschland. Sie steht in der Tradition der 1879 gegründeten Königlich Technischen Hochschule zu Berlin.
Die am Großen Tiergarten gelegene TU Berlin gehört zu den führenden deutschen Technischen Hochschulen (TU9). Zentrale Forschungsbereiche der Universität liegen in den Ingenieur- und Naturwissenschaften. Als eine der aktivsten Gründeruniversitäten in Deutschland bringt sie jährlich eine hohe Anzahl an Jungfirmen im Bereich der Spitzentechnologie hervor.
2019 wurde die Technische Universität Berlin als Einrichtung der Berlin University Alliance (zusammen mit der Humboldt-Universität zu Berlin, der Freien Universität Berlin und der Charité) erfolgreich in die Reihe der Exzellenzuniversitäten aufgenommen. Laut DAAD-Studie zählt die TU Berlin bei internationalen Studenten zu den bevorzugten Studienorten in Deutschland.

## Geschichte

### Anfänge: 1799 bis 1933

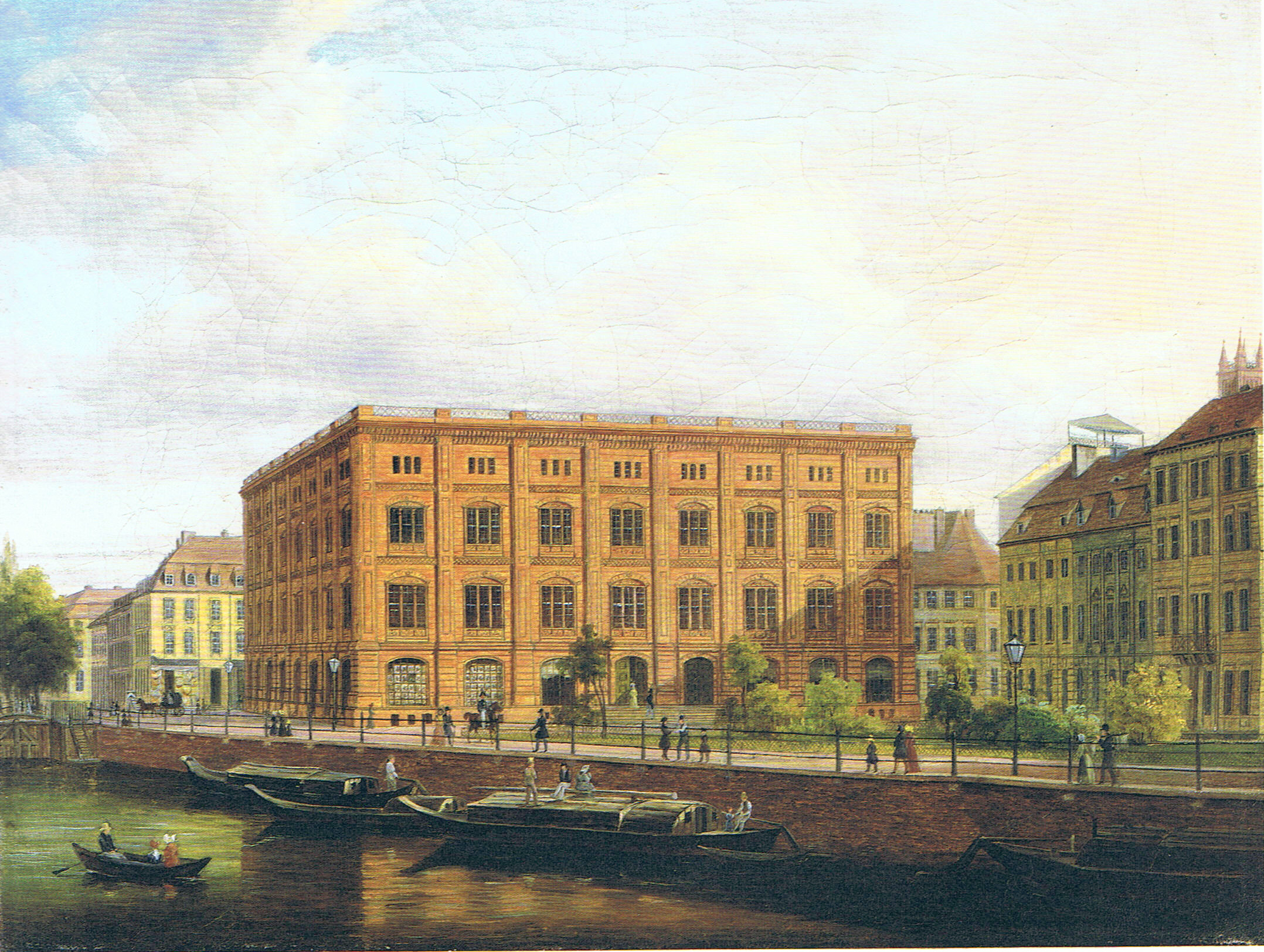
Berliner Bauakademie um 1838

In der selbstständigen Stadt Charlottenburg entstand am 1. April 1879 durch die Zusammenlegung der 1799 begründeten Berliner Bauakademie und der Königlichen Gewerbeakademie die Königlich Technische Hochschule zu Berlin. Am 2. November 1884 wurden die an der damaligen Berliner Straße (heute Straße des 17. Juni) in Charlottenburg errichteten Neubauten der Hochschule feierlich eingeweiht.

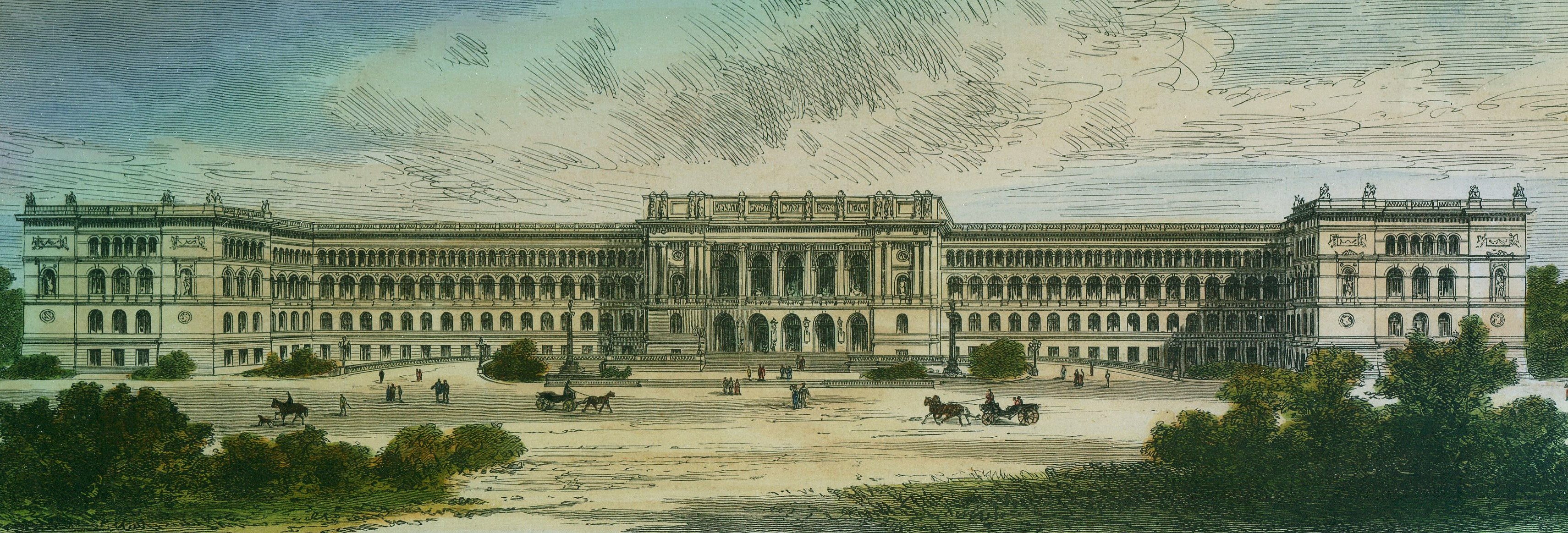
Die Königlich Technische Hochschule zu Berlin, um 1885

Auf Betreiben von Adolf Slaby erhielt die Hochschule anlässlich der Hundertjahrfeier der Berliner Bauakademie am 19. Oktober 1899 auf „Allerhöchste[n] Erlaß“ (Kabinettsorder) von Wilhelm II., des Königs von Preußen, das Promotionsrecht zugesprochen. Neben dem zeitgleich eingeführten akademischen Grad Diplom-Ingenieur als Abschluss für Studierende der Ingenieurwissenschaften an den Technischen Hochschulen Preußens durfte sie damit als erste Technische Hochschule Deutschlands den Grad eines Doktor-Ingenieurs (Dr.-Ing.) verleihen.
Die Bergakademie Berlin wurde am 1. Oktober 1916 als Abteilung für Bergbau der Technischen Hochschule angegliedert. Nach der Eingemeindung der Stadt Charlottenburg durch das Gesetz über die Bildung einer neuen Stadtgemeinde Berlin (Groß-Berlin-Gesetz) erhielt die Hochschule 1920 den Namen Technische Hochschule zu Berlin. Im Herbst 1927 wurde die Geodätische Abteilung der Landwirtschaftlichen Hochschule Berlin an die Technische Hochschule verlegt.

### Nationalsozialismus: 1933 bis 1945
Im Rahmen der Planungen zur Reichshauptstadt Germania war während der Zeit des Nationalsozialismus in der TH Berlin der Ausbau einer neuen sogenannten Wehrtechnischen Fakultät V zu einer der größten im Deutschen Reich geplant. Dieser kam aber nach dem Suizid des designierten Leiters General Karl Becker nur ansatzweise zustande.
Während der Jahre von 1933 bis 1945 wurden zahlreiche Wissenschaftler aus ihren Instituten vertrieben. Darunter waren Persönlichkeiten wie Georg Schlesinger, Hans Jacob Reissner, Herbert Max Finlay Freundlich, Bruno Taut, Edwin Schwerin, Hans Stammreich, Gustav Hertz, Dennis Gábor und Eugene Paul Wigner.

### Neugründung: 1945 bis 1968

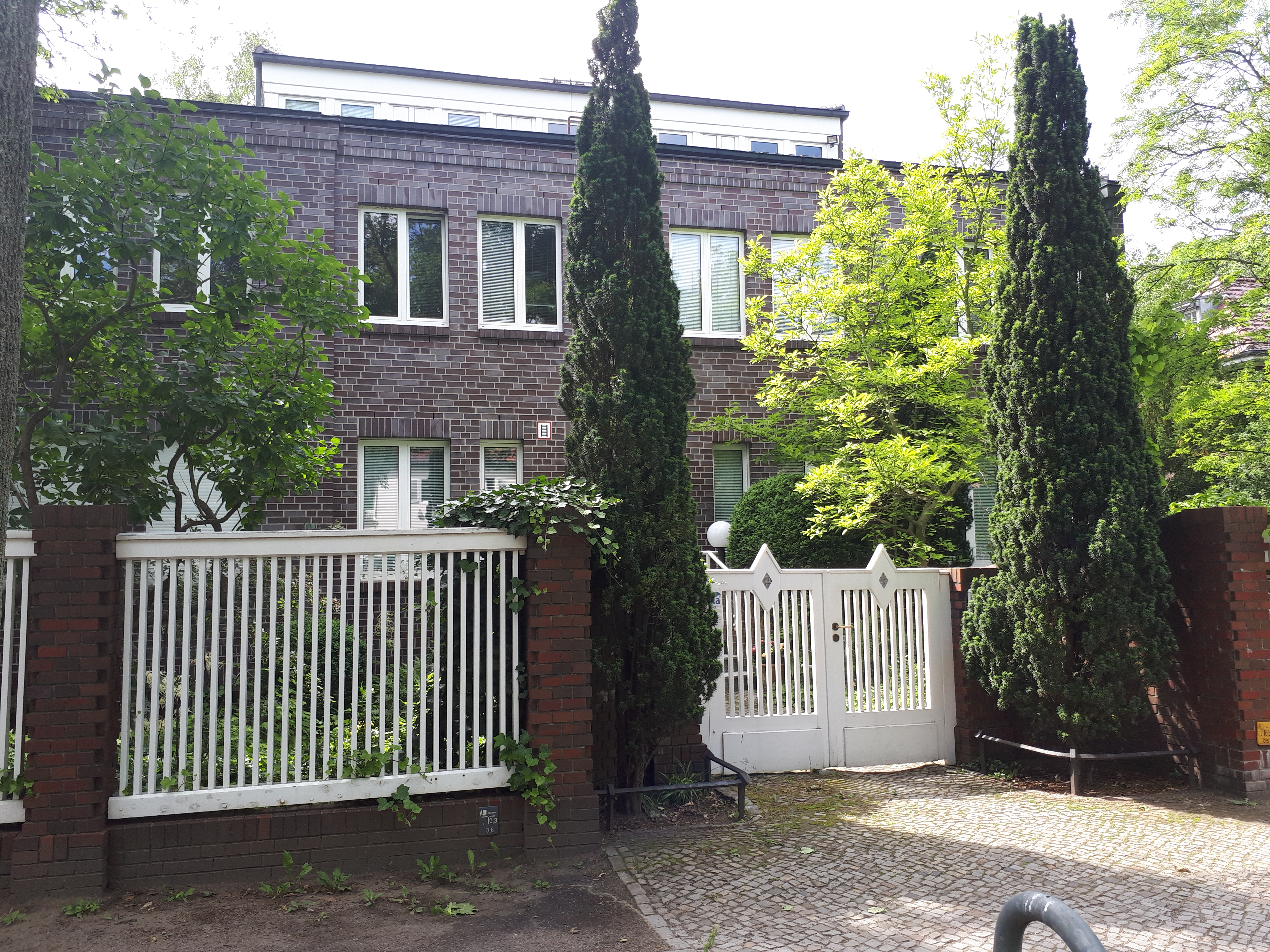
Die Studentische Darlehnskasse, gegründet 1950, im Studentenhaus der TU Berlin

Während der Schlacht um Berlin wurde die Technische Hochschule am 20. April 1945 geschlossen. In einem provisorischen, 15-köpfigen Arbeitsausschuss, der sich schon im Mai 1945 mit Gustav Hertz, Max Volmer, Werner Hahmann, Walter Kucharski und anderen gebildet hatte, wurden Georg Schnadel zum kommissarischen Rektor und Walter Kucharski zum kommissarischen Prorektor gewählt. Am 9. April 1946 wurde die zerstörte, nun im britischen Sektor des geteilten Berlins liegende Bildungseinrichtung als Technische Universität Berlin mit humanistischer Neuausrichtung neu gegründet. Die Humanistische Fakultät wurde 1950 gegründet.
Die Professoren Vockel und Gobrecht gründeten 1950 den Verein Studentische Darlehnskasse Berlin-Charlottenburg, der 1951 in Studentische Darlehnskasse e. V. umbenannt worden ist.
Über ein Drittel der Studierenden der TU stammte aus der DDR und Ost-Berlin, woher ein Teil täglich einpendelte, und erhielt eine öffentliche Beihilfe zum Lebensunterhalt. Häufiges Motiv der Studienortwahl war ein aus sozialen oder politischen Gründen verwehrter Hochschulzugang in der Heimat. Dies prägte die überwiegend ablehnende Haltung der Studentenschaft gegenüber der DDR und der auch in West-Berlin aktiven SED. Eine dauerhafte Änderung bewirkte ab 1961 der Bau der Berliner Mauer, der Studierende mit Ost-Erfahrungen bis 1990 von West-Berliner Hochschulen fernhielt.

### Neuausrichtung: 1968 bis 2005
1969 führte das Berliner Universitätsgesetz zur Ablösung der Ordinarien- durch die Gruppenuniversität. Im Zuge dessen wurden 1970 die bisherigen neun Fakultäten durch 21 Fachbereiche ersetzt, die – mit Ausnahme des Fachbereichs Mathematik – in Institute gegliedert waren. Der Fachbereich Mathematik organisierte sich in Arbeitsgruppen selbst. 2001 wurden die Fachbereiche wieder zugunsten von Fakultäten abgeschafft, die seitdem teilweise ihr Budget selbst verwalten.

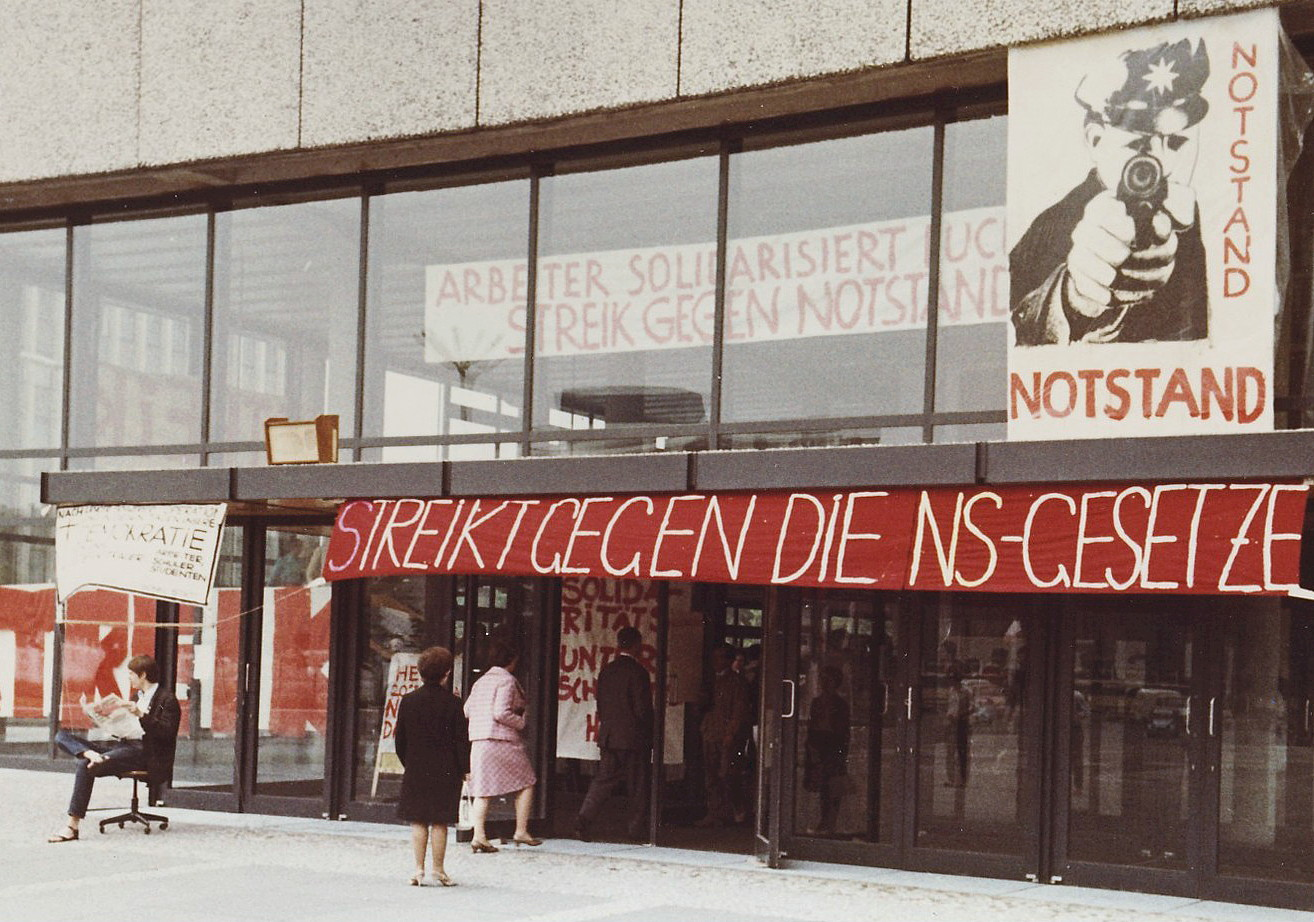
Proteste an der TU Berlin gegen die Notstandsgesetze, 1968

Neben Veranstaltungsorten an der Freien Universität Berlin war das Auditorium maximum der TU ein Hauptveranstaltungsort während der Auseinandersetzungen der Studentenbewegung: Nur wenige hundert Meter vom ehemaligen Telefunken-Hochhaus entfernt liegt der Ort, an dem 1967 der Student Benno Ohnesorg erschossen wurde.
Im Berufsverbotestreik der Studenten der Berliner Universitäten, Hoch- und Fachhochschulen 1976/77 spielten die Studenten der TU eine entscheidende Rolle, als sie sich in unerwartet großer Zahl dem von der FU ausgehenden Ausstand anschlossen. Der TU-Präsident unterstützte die wesentlichen Forderungen der Studenten.
1978 waren Foyer und Audimax Mittelpunkt bei einer mehrtägigen Versammlung bundesweit aktiver, „alternativer“ Gruppen zum „Treffen in Tunix“ mit 15.000 Teilnehmern. Die bei Tunix initiierte Organisation Netzwerk Selbsthilfe wurde gegründet. 1980 wurden Teile der Pädagogischen Hochschule Berlin in die TU integriert.
Die TU Berlin wurde die zweitgrößte technische Universität Deutschlands. Der staatliche Zuschuss lag 2003 bei 285 Mio. €.
Mit dem Erwerb des Telefunken-Hochhauses 1975 und den Neubauten des Mathematikgebäudes 1983 (Straße des 17. Juni 136), des neuen Instituts der Physik 1984 (Hardenbergstr. 36) und des Produktionstechnischen Zentrums 1986 (Pascalstr. 8–9) wurde die TUB zur größten Technischen Universität der damaligen Bundesrepublik.

### Internationalisierung und Exzellenzinitiative ab 2005

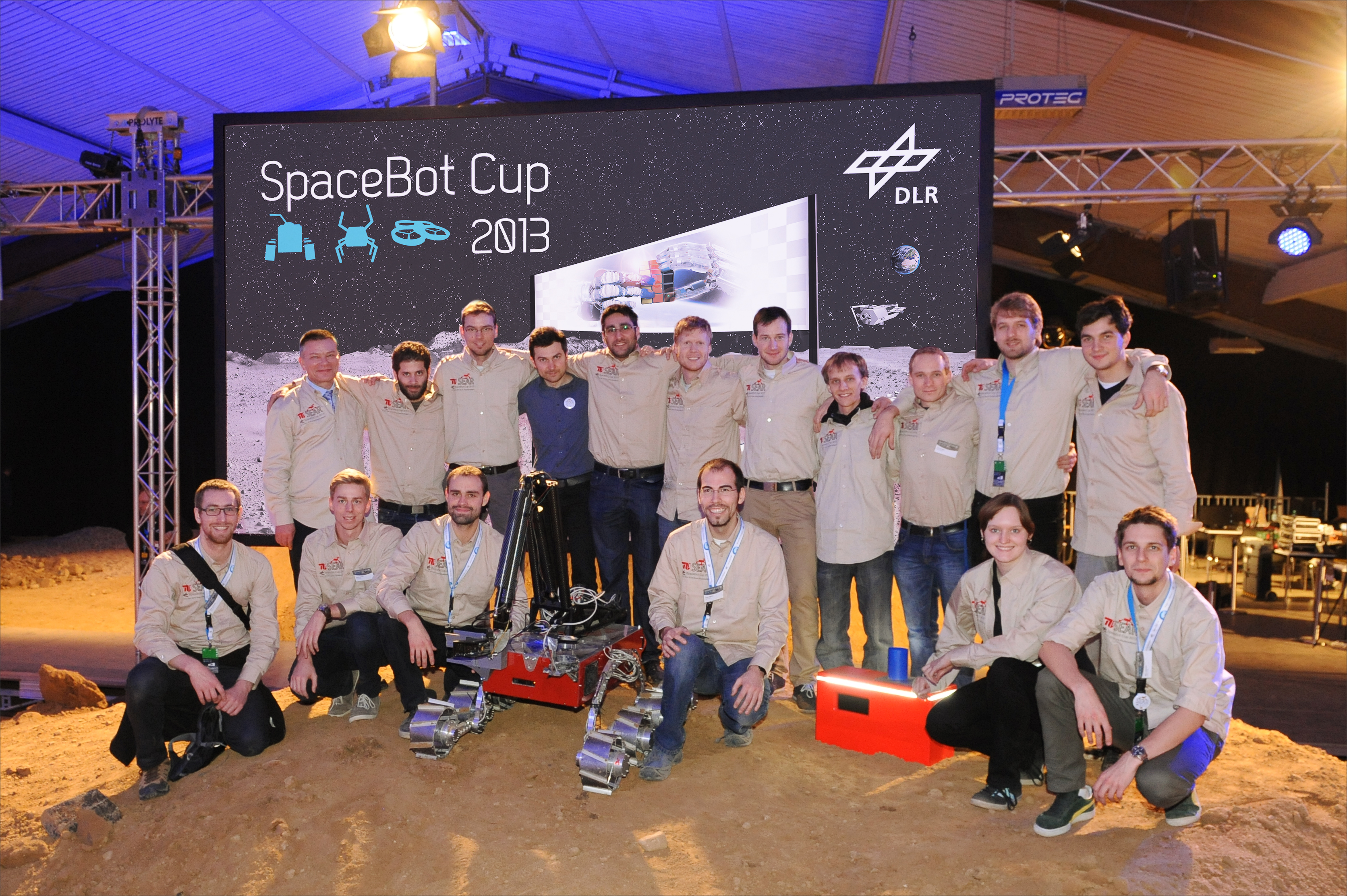
TU-Studenten bei einem DLR-Wettbewerb, 2013

Die Technische Universität Berlin forcierte seit 2004 ihre Zusammenarbeit mit Unternehmen wie der Deutschen Telekom AG mit den Telekom Innovation Laboratories oder der Siemens AG.
Im Rahmen der Exzellenzinitiative wurden der Technischen Universität im Jahr 2006 eine Graduiertenschule (Berlin Mathematical School) sowie 2007 ein Exzellenzcluster (Unifying Concepts in Catalysis) bewilligt.
Das Europäische Institut für Innovation und Technologie wählte 2009 zwei Wissens- und Innovationsgemeinschaften mit Beteiligung der TU Berlin aus, die über einen Zeitraum von fünf Jahren jeweils 100 Millionen Euro Fördergelder erhielten. 2010 hatte die TU mit rund 6000 ausländischen Studierenden eine sehr internationale Studentengemeinschaft; die meisten Studierenden kamen aus China, der Türkei, Russland, Vietnam und Kamerun.
Von 2012 bis 2022 wurde im ägyptischen El Gouna ein Auslandcampus betrieben.
Seit 2019 gehört die Technische Universität Berlin im Verbund mit Freier Universität Berlin, Humboldt-Universität zu Berlin sowie Charité – Universitätsmedizin Berlin zu den Exzellenzuniversitäten in Deutschland.

## Fakultäten
Am 1. April 2001 erfolgte die Gliederung in sieben Fakultäten, zu der die 14 Fachbereiche verschmolzen wurden. Die Fakultäten gliedern sich in weitere Institute:

### Geistes- und Bildungswissenschaften

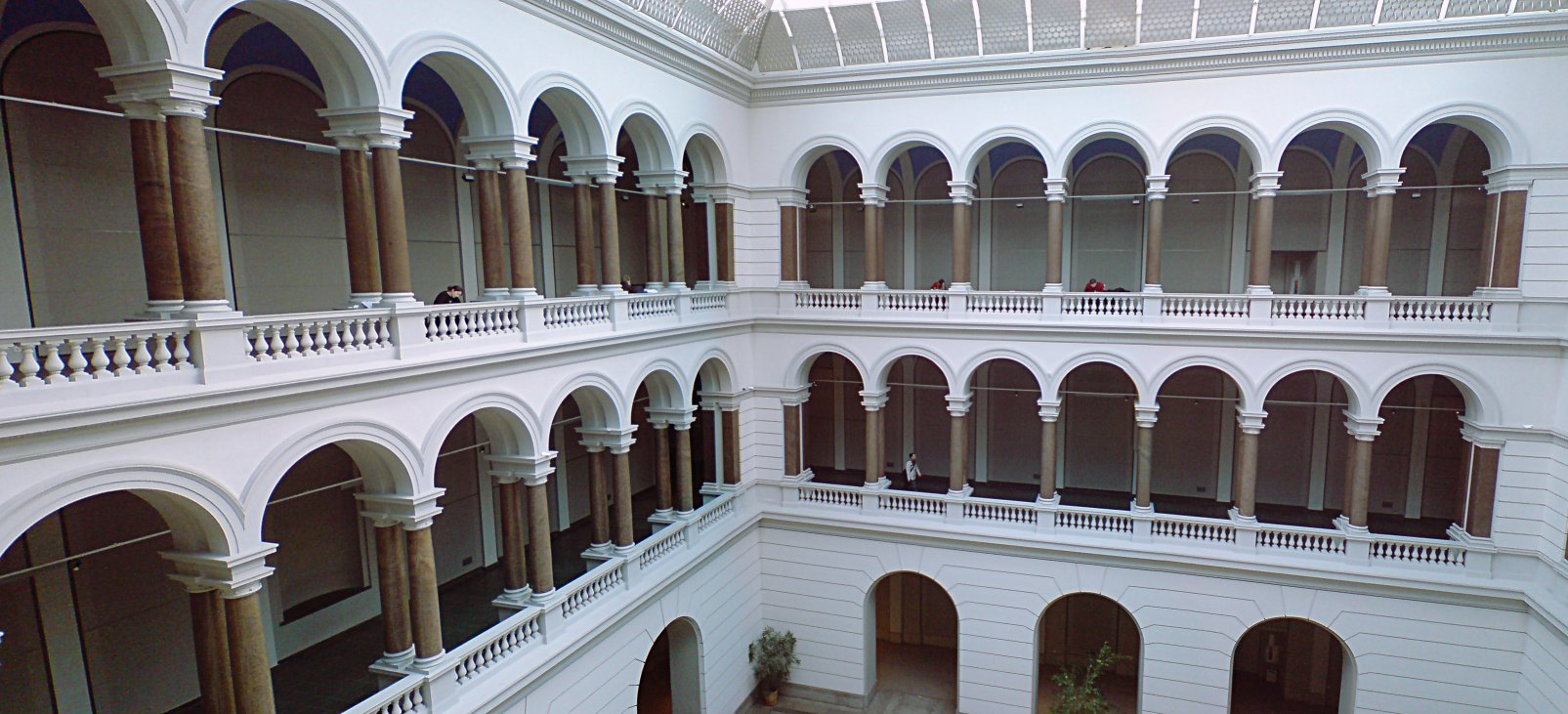
Atrium der Technischen Universität Berlin

- Institut für Philosophie, Literatur-, Wissenschafts- und Technikgeschichte
- Institut für Kunstwissenschaft und Historische Urbanistik
- Institut für Erziehungswissenschaft
- Institut für Sprache und Kommunikation
- Institut für Berufliche Bildung und Arbeitslehre
- Fakultätsunmittelbare Zentren
  - Zentrum für Interdisziplinäre Frauen- und Geschlechterforschung
  - Center for Metropolitan Studies
  - Center for Cultural Studies on Science and Technology in China
  - Zentrum für Antisemitismusforschung

### Mathematik und Naturwissenschaften

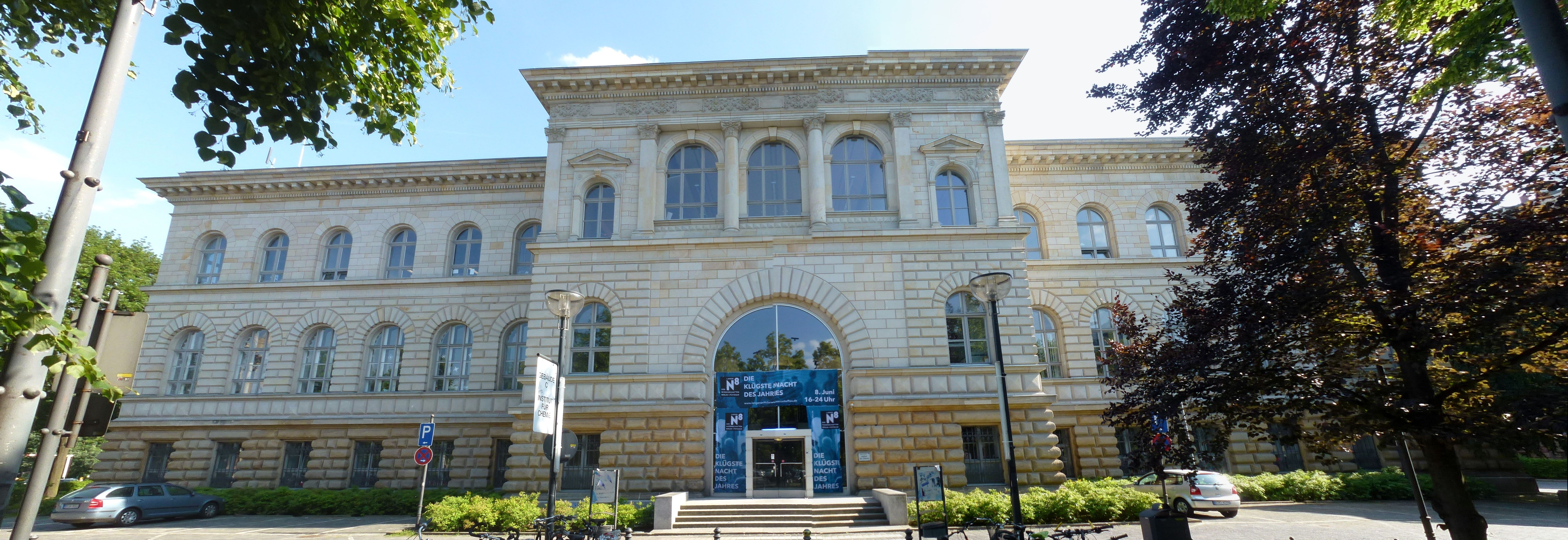
Institut für Chemie

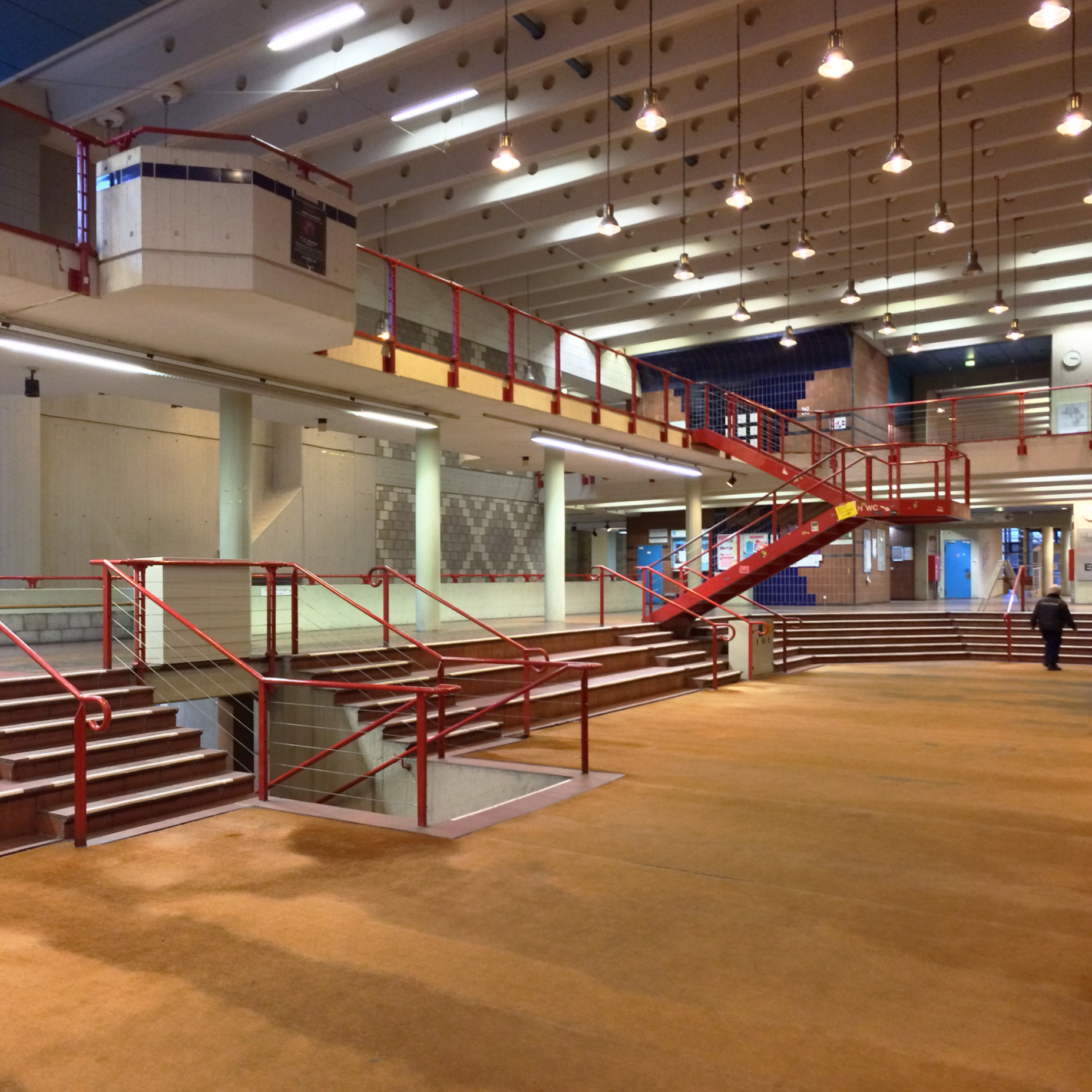
Institut für Mathematik

- Institut für Physik und Astronomie
- Institut für Mathematik
- Institut für Chemie

### Prozesswissenschaften
- Institut für Energietechnik
- Institut für Prozess- und Verfahrenstechnik
- Institut für Technischen Umweltschutz
- Institut für Werkstoffwissenschaften und -technologien
- Institut für Biotechnologie
- Institut für Lebensmitteltechnologie und Lebensmittelchemie[24]

### Elektrotechnik und Informatik

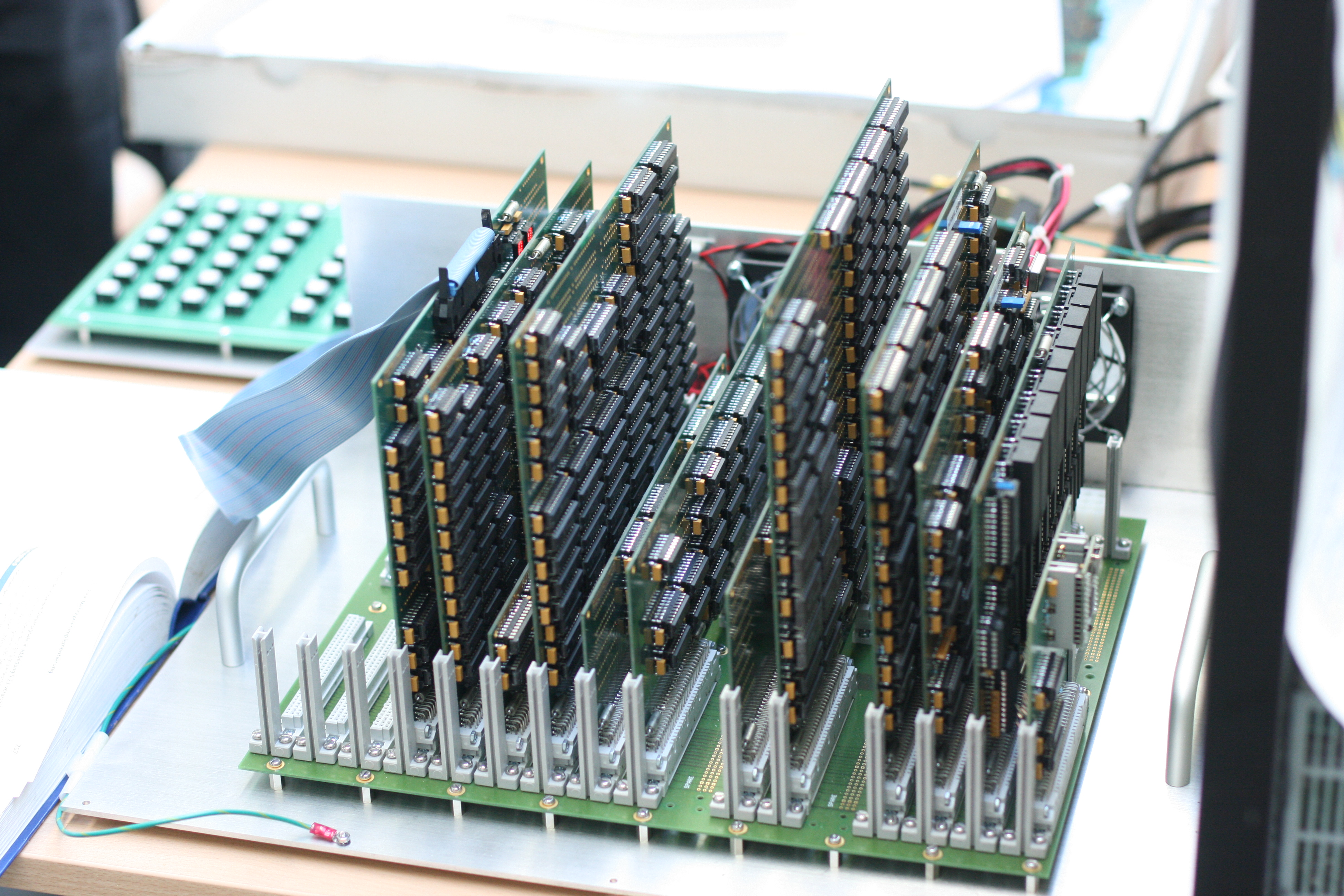
Hauptprozessor, gebaut im Institut für Energie- und Automatisierungstechnik

- Institut für Energie- und Automatisierungstechnik
- Institut für Hochfrequenztechnik- und Halbleiter-Systemtechnologien
- Institut für Telekommunikationssysteme
- Institut für Technische Informatik und Mikroelektronik
- Institut für Softwaretechnik und Theoretische Informatik
- Institut für Wirtschaftsinformatik und Quantitative Methoden

### Verkehrs- und Maschinensysteme
- Institut für Mechanik

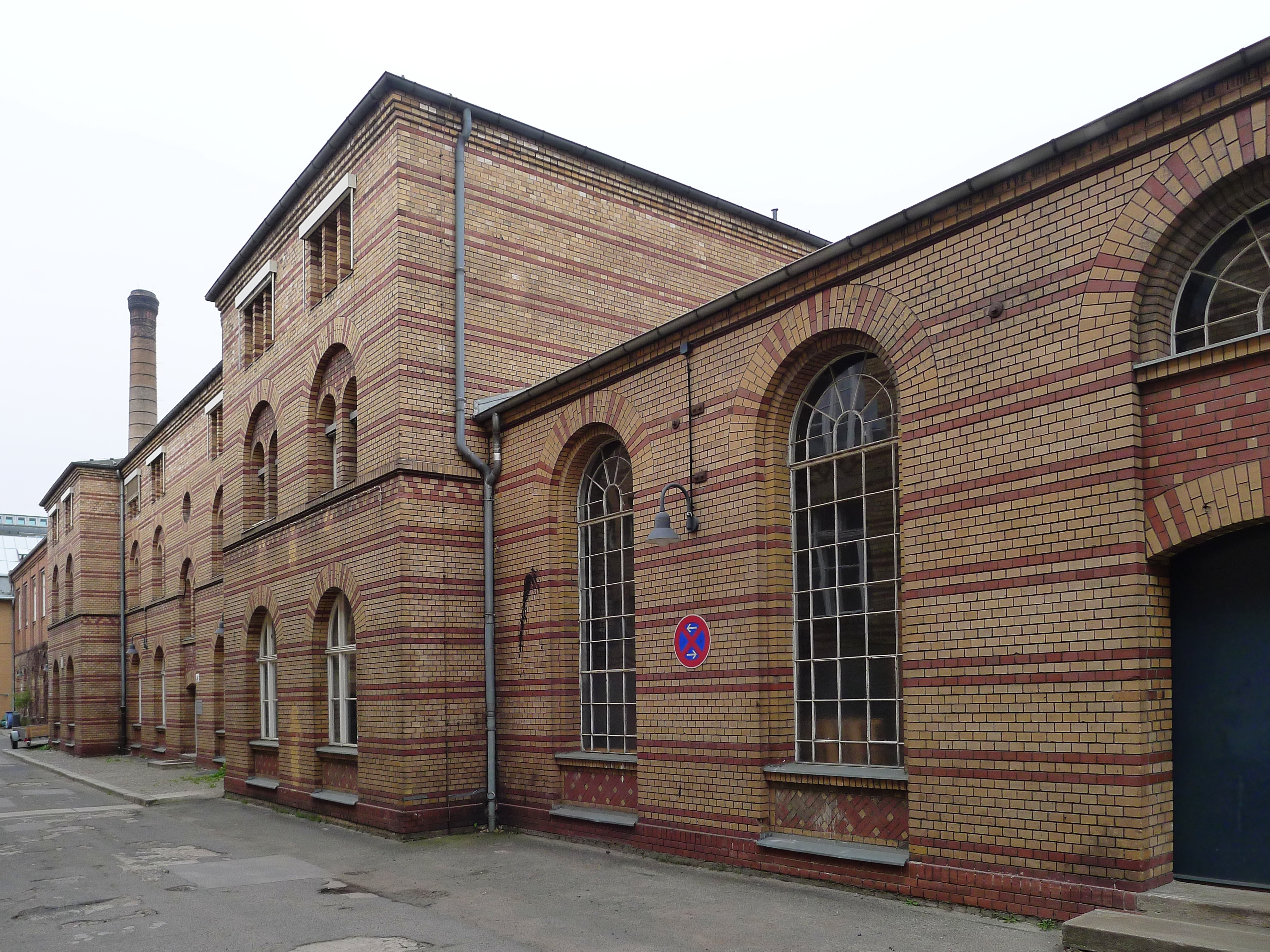
Institut für Mechanik

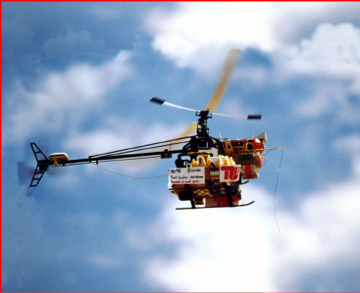
Eine Flugdrohne des Instituts für Luft- und Raumfahrt

- Institut für Strömungsmechanik und Technische Akustik
- Institut für Psychologie und Arbeitswissenschaft
- Institut für Land- und Seeverkehr
- Institut für Luft- und Raumfahrt
- Institut für Konstruktion, Mikro- und Medizintechnik
- Institut für Werkzeugmaschinen und Fabrikbetrieb

### Planen Bauen Umwelt
- Institut für Angewandte Geowissenschaften
- Institut für Architektur
- Institut für Bauingenieurwesen
- Institut für Geodäsie und Geoinformationstechnik
- Institut für Landschaftsarchitektur und Umweltplanung
- Institut für Ökologie
- Institut für Soziologie
- Institut für Stadt- und Regionalplanung

### Wirtschaft und Management
- Institut für Technologie und Management
- Institut für Betriebswirtschaftslehre
- Institut für Volkswirtschaftslehre und Wirtschaftsrecht

## Studium

### Studiengänge
Die Technische Universität Berlin zählt mit über 100 Studienangeboten im Jahr 2020 zu den großen, international renommierten und kreativen technischen Universitäten in Deutschland.

### Hochbegabtenförderung

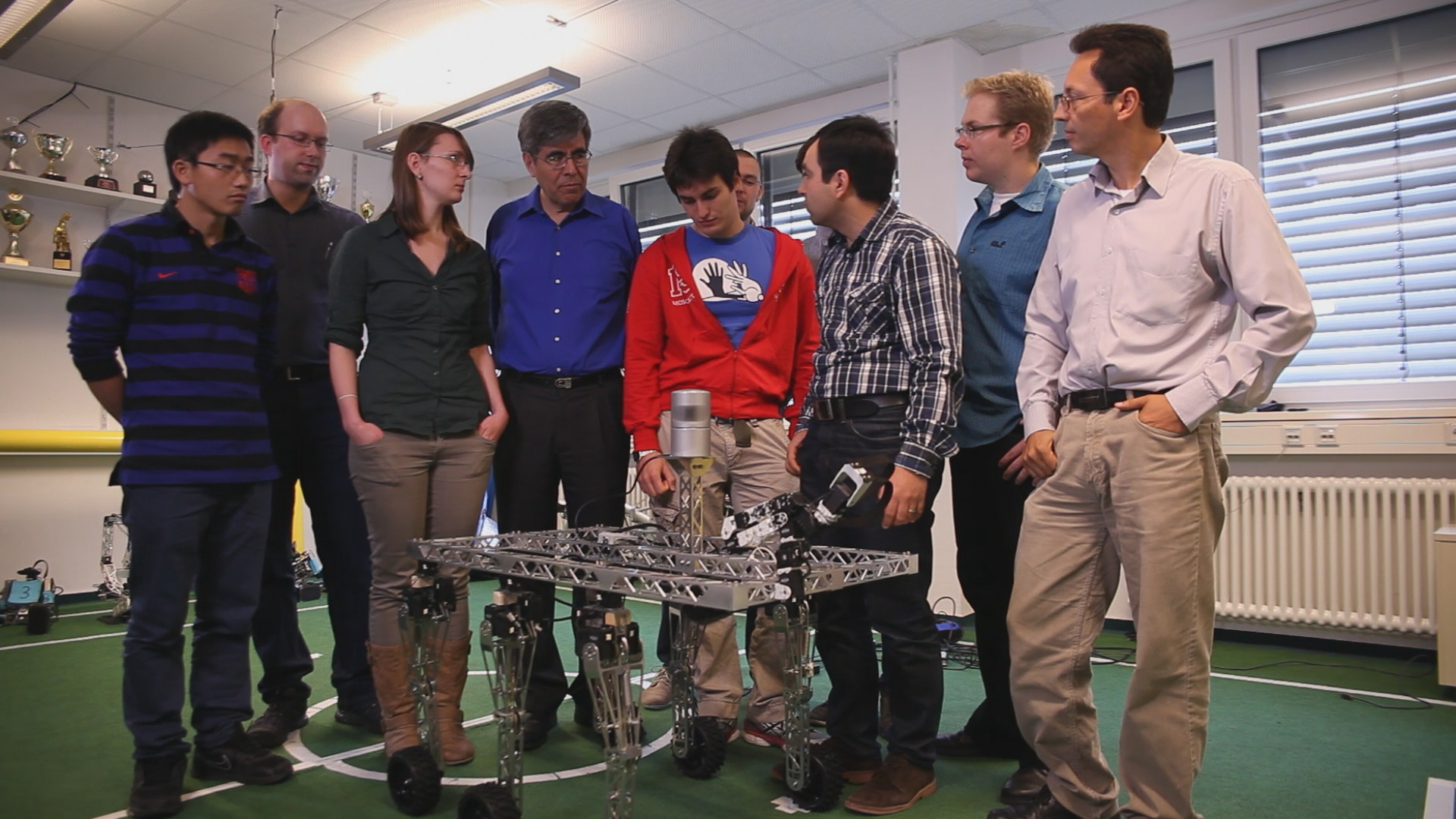
Studenten und Studentinnen an der TU Berlin.

Die Technische Universität Berlin zählt zu den Exzellenzuniversitäten, die ein sogenanntes Juniorstudium anbieten. Leistungsstarke und hochbegabte Schüler können dabei parallel zur Schule oder Berufsausbildung ein Studium aufnehmen.
Jungstudenten und Studentinnen haben die Möglichkeit reguläre Lehrveranstaltungen zu besuchen und als privilegierte Gasthörer entsprechende Leistungsnachweise schon während der Schulzeit zu erbringen. Diese Leistungsnachweise können in einem späteren Studium anerkannt werden.
Das Angebot der TU im Schülerstudium bezieht sich hauptsächlich auf natur- und ingenieurwissenschaftliche Fächer aus der Studieneingangsphase. Der Besuch von ausgewählten geistes-, sozial- und wirtschaftswissenschaftlichen Lehrveranstaltungen ist ebenfalls möglich.
Außerdem ist die Technische Universität Berlin regelmäßig Partner des Landeswettbewerbs Jugend forscht Berlin.

### Renommee
Unter den deutschen Spitzenuniversitäten gelten laut internationaler Arbeitgeber-Umfrage aus dem Jahr 2018 Absolventen der TU Berlin zu den sehr nachgefragten Hochqualifizierten.

## Standorte

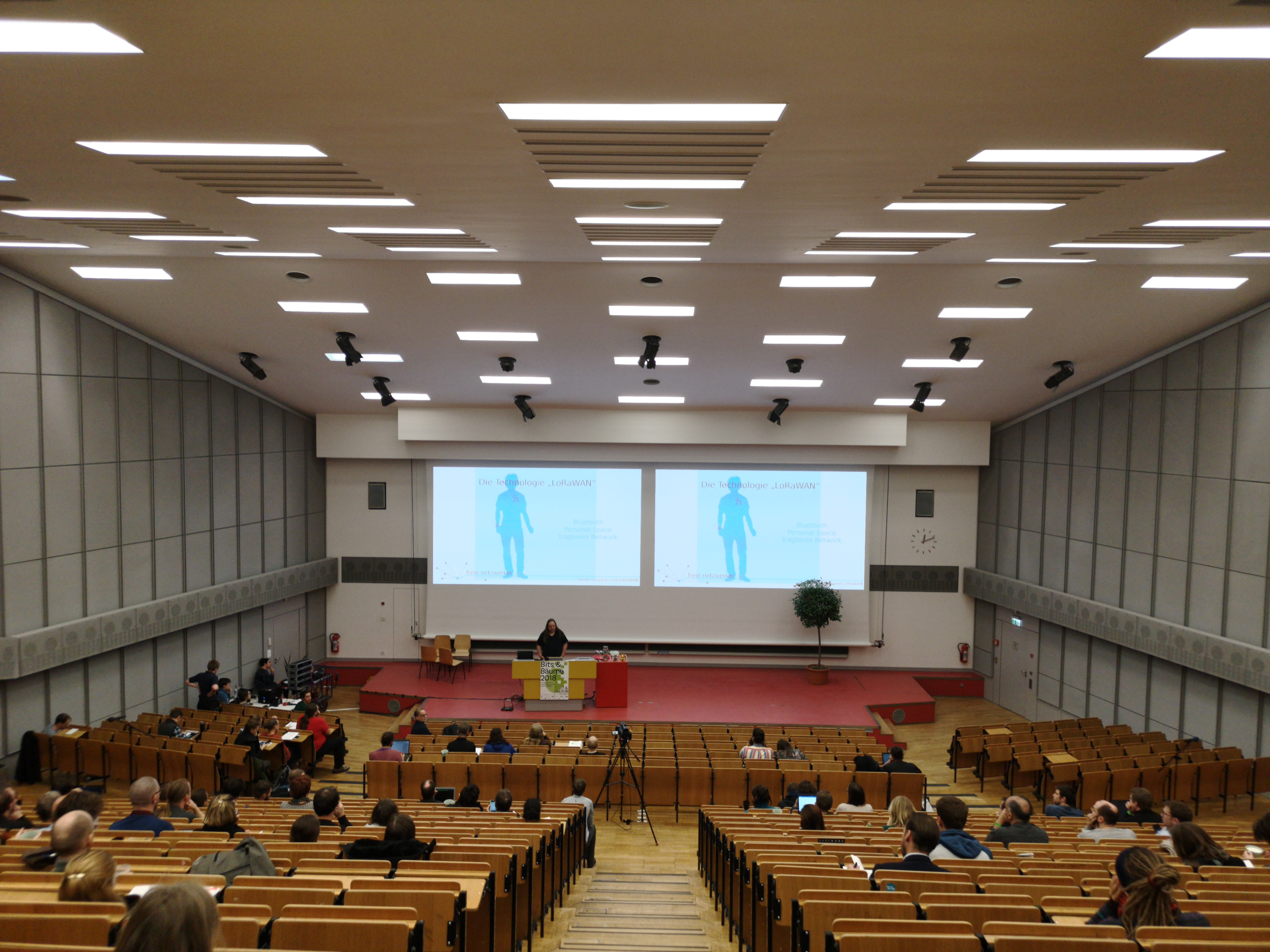
Hörsaal am Campus Charlottenburg

Ein Großteil der Fachgebiete ist auf dem Campus Charlottenburg an der Straße des 17. Juni angesiedelt. Zudem gibt es eine Ansammlung von Fachgebieten am Campus Wedding in den ehemaligen AEG-Fabrikgebäuden in Gesundbrunnen und im Institut für Gärungsgewerbe und Biotechnologie in der Seestraße 13. Weitere Standorte gibt es in Dahlem und auf dem EUREF-Gelände in Schöneberg.
Daneben verfügt die TU über Liegenschaften auf dem Severingelände am Salzufer 17–19. 1991 schloss die TU Berlin mit Gustav Severin einen Erbrechtsvertrag über das 19.000 m² große Gelände.

### Campus Charlottenburg
Der Hauptcampus erstreckt sich über die Ortsteile Charlottenburg und Tiergarten. Begrenzt wird er durch Marchstraße, Einstein-Ufer, Fasanenstraße und Hardenbergstraße. Einzelne Gebäude liegen außerhalb dieser Grenzen, werden jedoch mit zum Hauptcampus gezählt. Die Straße des 17. Juni trennt den Campus in den größeren Südteil und den kleineren Nordteil.
Hier befinden sich das Hauptgebäude mit der Universitätsverwaltung sowie die größten Hörsäle. Dort fanden im Großen Hörsaal des Physikalischen Instituts in der Zeit der deutschen Teilung in den Jahren 1955, 1956 und 1958 insgesamt sieben Sitzungen des 2. und 3. Deutschen Bundestags statt.
Gemeinsam mit externen Partnern setzte der 2014 von Studierenden gegründete Verein Solar Powers die Gewinnung erneuerbarer Energien auf dem Dach der Zentralbibliothek um. Der seit 2017 darüber gewonnene Strom wird zur Versorgung der zwei oberen Etagen an die TU zurück verkauft.

### Architektur
Das Hauptgebäude nach dem Entwurf von Richard Lucae – nach dessen Tod 1877 fertiggeplant von Friedrich Hitzig und Julius Carl Raschdorff – entstand von 1878 bis 1884 als Monumentalbau im Stil der Neorenaissance. Beim Bau der Ost-West-Achse 1939 wurden die Auffahrt und Grünflächen vor dem Hauptgebäude durch eine Freitreppe und Pflasterflächen ersetzt. Nach schweren Schäden am Ende des Zweiten Weltkriegs wurden drei der ursprünglich fünf Innenhöfe, die Seitenflügel und die Rückfassade wiederaufgebaut, die Frontfassade mit dem Mittelrisalit dagegen Anfang der 1950er-Jahre abgerissen. 1965 wurde der heute von der Straße des 17. Juni aus sichtbare Neubau nach Entwürfen von Kurt Dübbers vor den Altbau gesetzt. Dem zehngeschossigen aluminiumverkleideten Hochhaus ist das fensterlose Auditorium maximum vorgelagert.
Am Ernst-Reuter-Platz entstanden das Institut für Bergbau und Hüttenwesen (1955–1959 von Willy Kreuer) und die Gebäude der Architekturfakultät (Bernhard Hermkes, Hans Scharoun). Nach 1960 dehnte sich der Campus mit zahlreichen weiteren Institutsgebäuden nördlich der Straße des 17. Juni bis über die Spree aus. Dabei entstanden insbesondere in der Ausbausphase ab 1960 Gebäude wie jene Komplexe für Mathematik und Chemie.
Zahlreiche Bauten aus dieser Phase weisen in der Gegenwart eine geringe Aufenthaltsqualität sowie eine marode Infrastruktur auf (Stand: 2023). Das TEL-Hochhaus am Ernst-Reuter-Platz musste im April 2024 auf unabsehbare Zeit geschlossen werden, da durch einen Wasserschaden mehrere Etagen des Gebäudes unbenutzbar wurden.

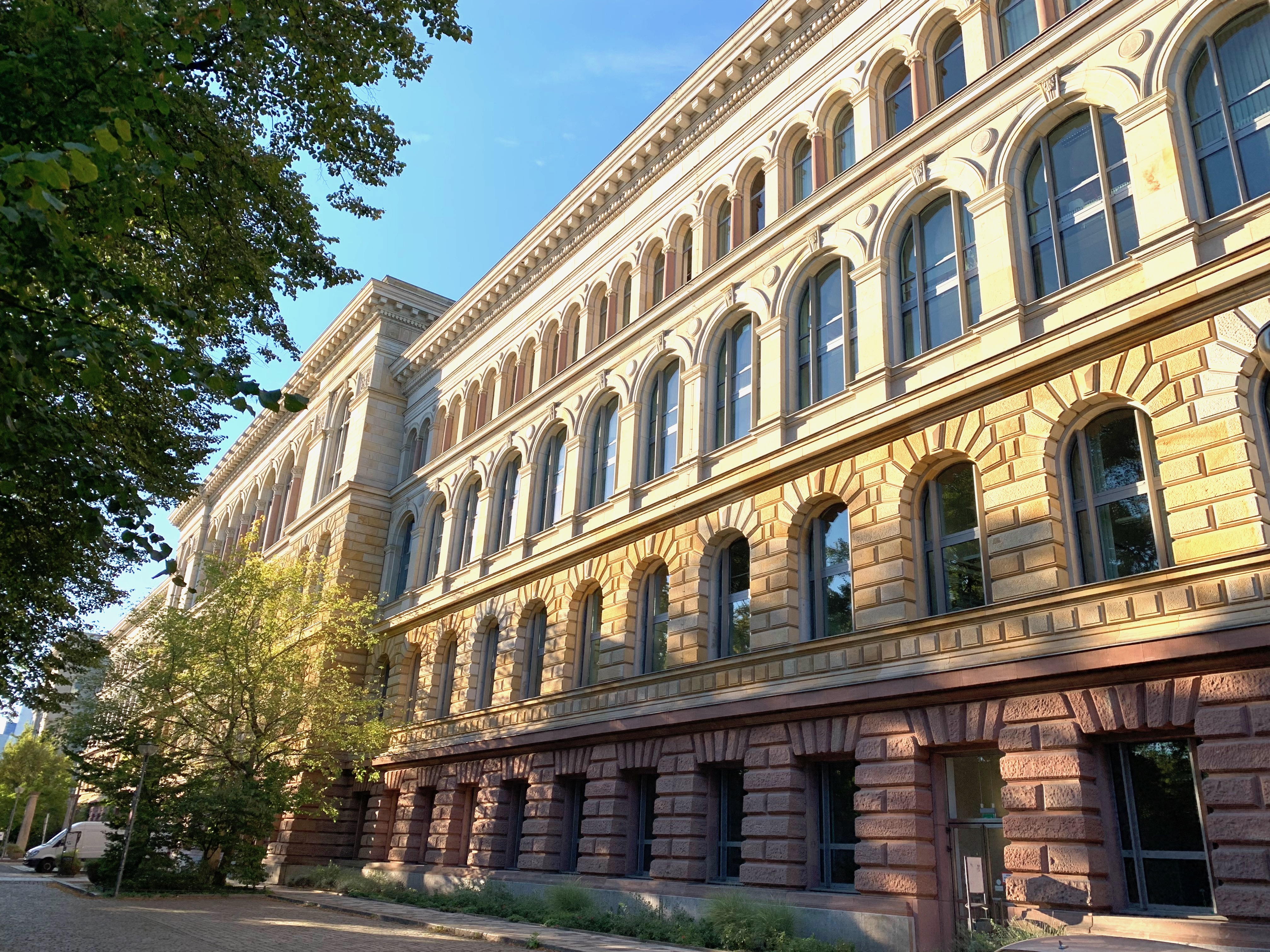
Aktuelle Rückseite des Hauptgebäudes
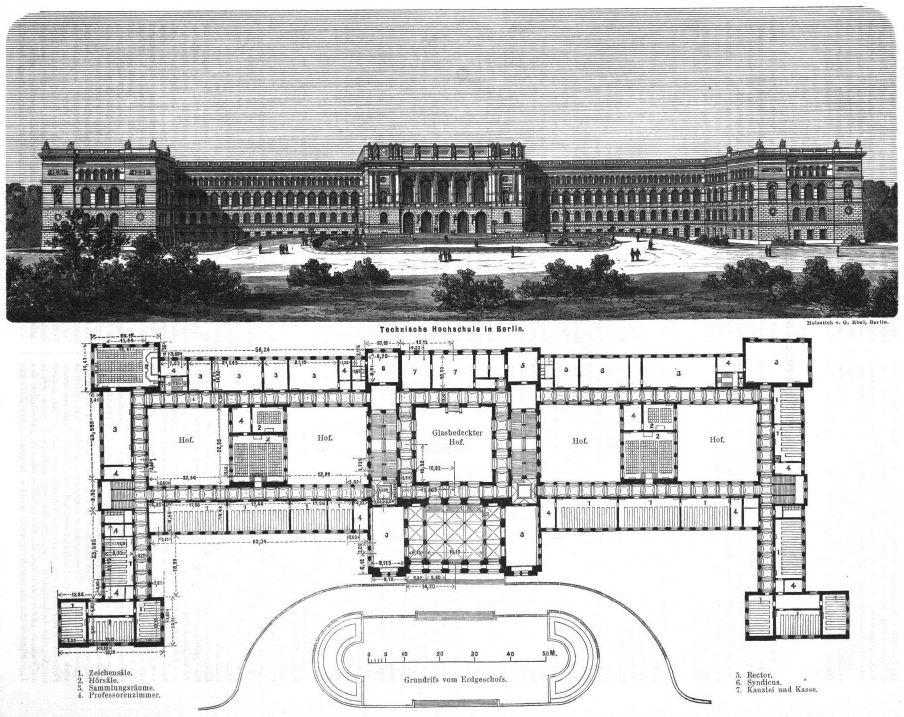
Auf- und Grundriss des früheren Hauptgebäudes
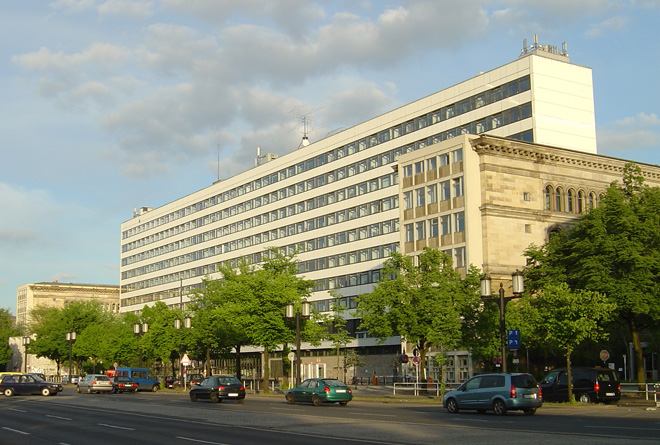
Aktuelle Frontfassade des Hauptgebäudes

## Forschung

### Angegliederte Institute und Kooperationen

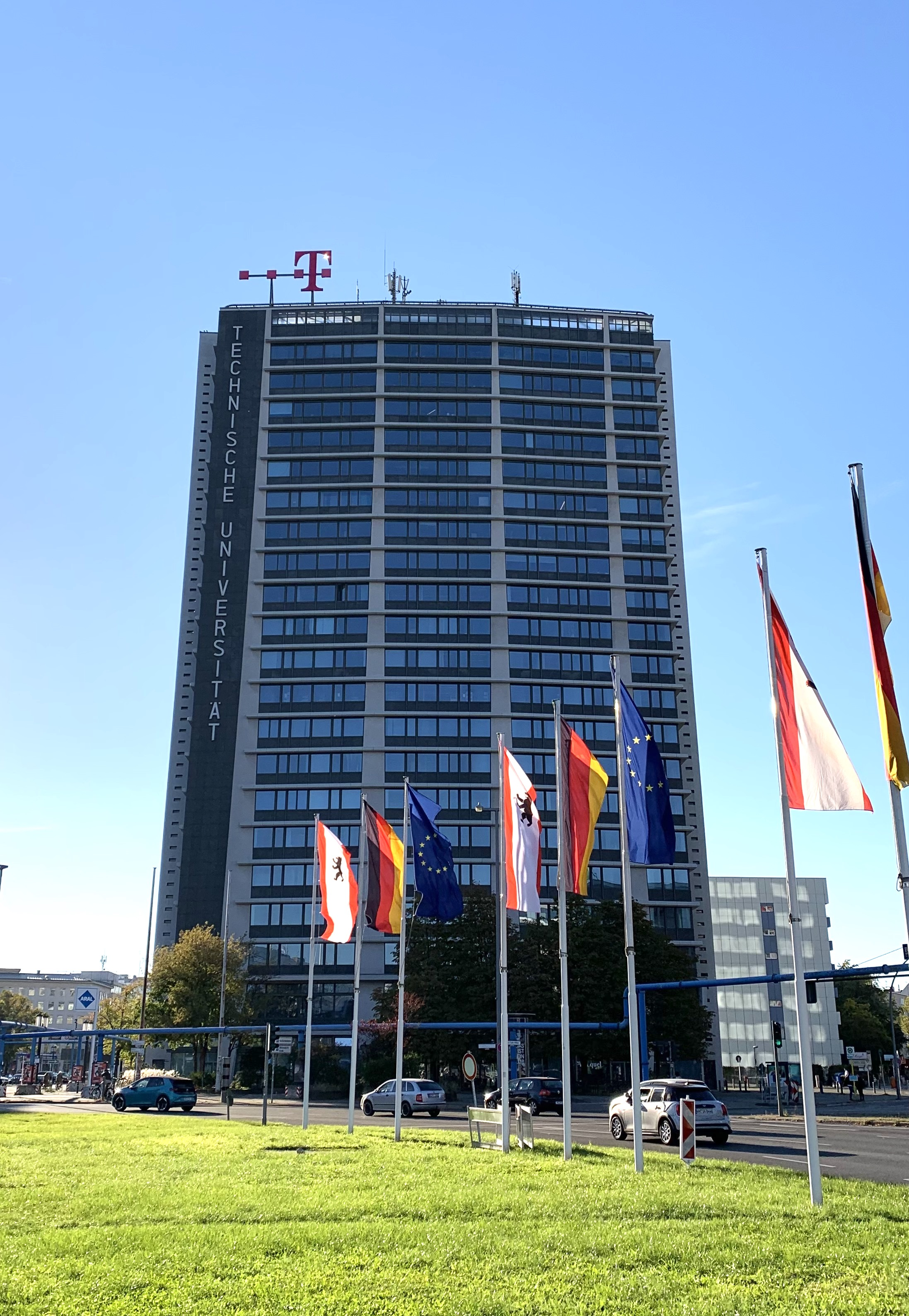
Im TU-Hochhaus befinden sich das Europäische Institut für Innovation und Technologie (EIT) und die T-Labs

- Arbeitsgruppe Umweltstatistik – ARGUS e. V.[40]
- Arthur Langerman Foundation[41]
- Daimler Center for Automotive Information Technology Innovations (DCAITI)[42]
- Europäisches Institut für Innovation und Technologie
- Ferdinand-Braun-Institut, Leibniz-Institut für Höchstfrequenztechnik
- Konrad-Zuse-Zentrum für Informationstechnik Berlin
- Matheon
- Max-Born-Institut für Nichtlineare Optik und Kurzzeitspektroskopie
- T-Labs[43]
- Zentrum Technik und Gesellschaft
- TU-Standort EUREF
- Fraunhofer-Institut für Produktionsanlagen und Konstruktionstechnik (IPK)
- Fraunhofer-Institut für Zuverlässigkeit und Mikrointegration (IZM)

### DFG-Sonderforschungsbereiche

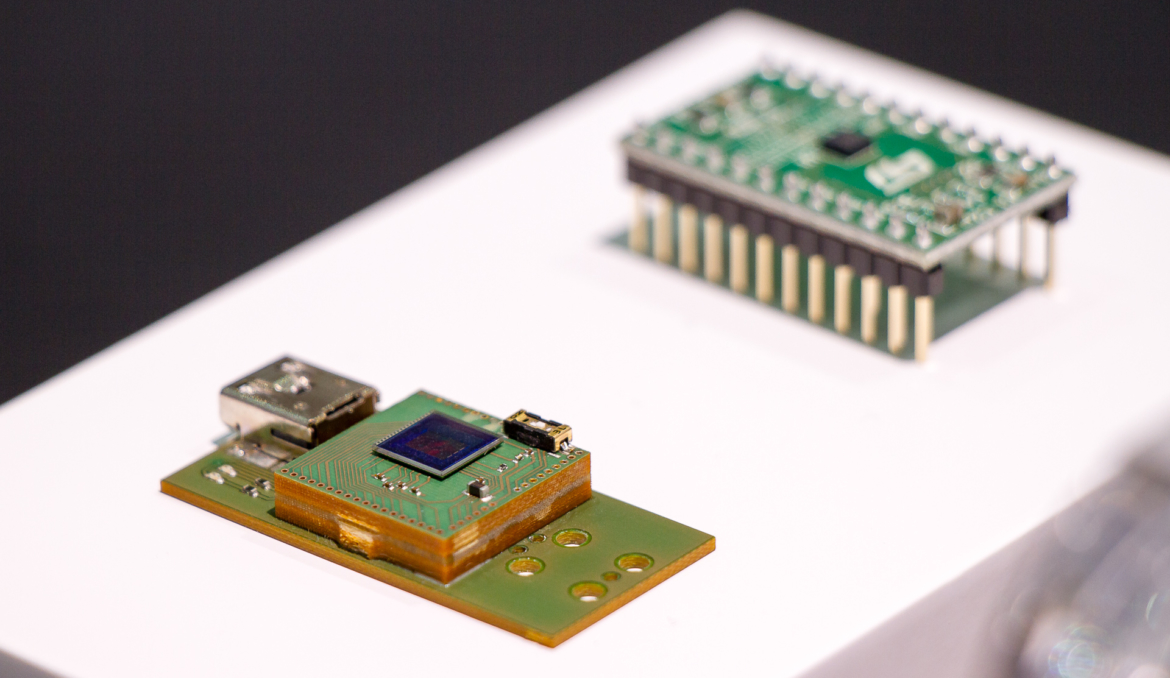
Eine modulare Mikrokamera, entwickelt vom Fraunhofer IZM

An der TU Berlin existierten und existieren zahlreiche Sonderforschungsbereiche (SFB), große Forschungsverbünde, die von der Deutschen Forschungsgemeinschaft (DFG) eingerichtet werden.
Im Jahr 2021 wurden von der DFG an der TU Berlin gefördert: vier Exzellenzcluster (EXC), dreizehn Sonderforschungsbereiche, sechs Transregios (TRR), sechs Graduiertenkollegs (GRK) und zwei Nationale Forschungsdateninfrastrukturprojekte (NFDI). Darüber hinaus fördert die DFG, wie durch das Emmy-Noether-Programm oder das Heisenberg-Programm, zahlreiche kleinere Forschungsprojekte an der TU Berlin.
Zu den abgeschlossenen Projekten zählen u. a. Struktur, Funktion und Biosynthese von Peptiden und Proteinen (SFB 9), Biologische Behandlung Industrieller und Gewerblicher Abwässer (SFB 193), Sicherheit im Luftverkehr (SFB 212), Anisotrope Fluide (SFB 335), Schaufeln und Scheiben in Gasturbinen, Werkstoff- und Bauteilverhalten (SFB 339) und Engineering Hybrider Leistungsbündel (SFB TRR 29).

### Einstein-Zentrum Digitale Zukunft

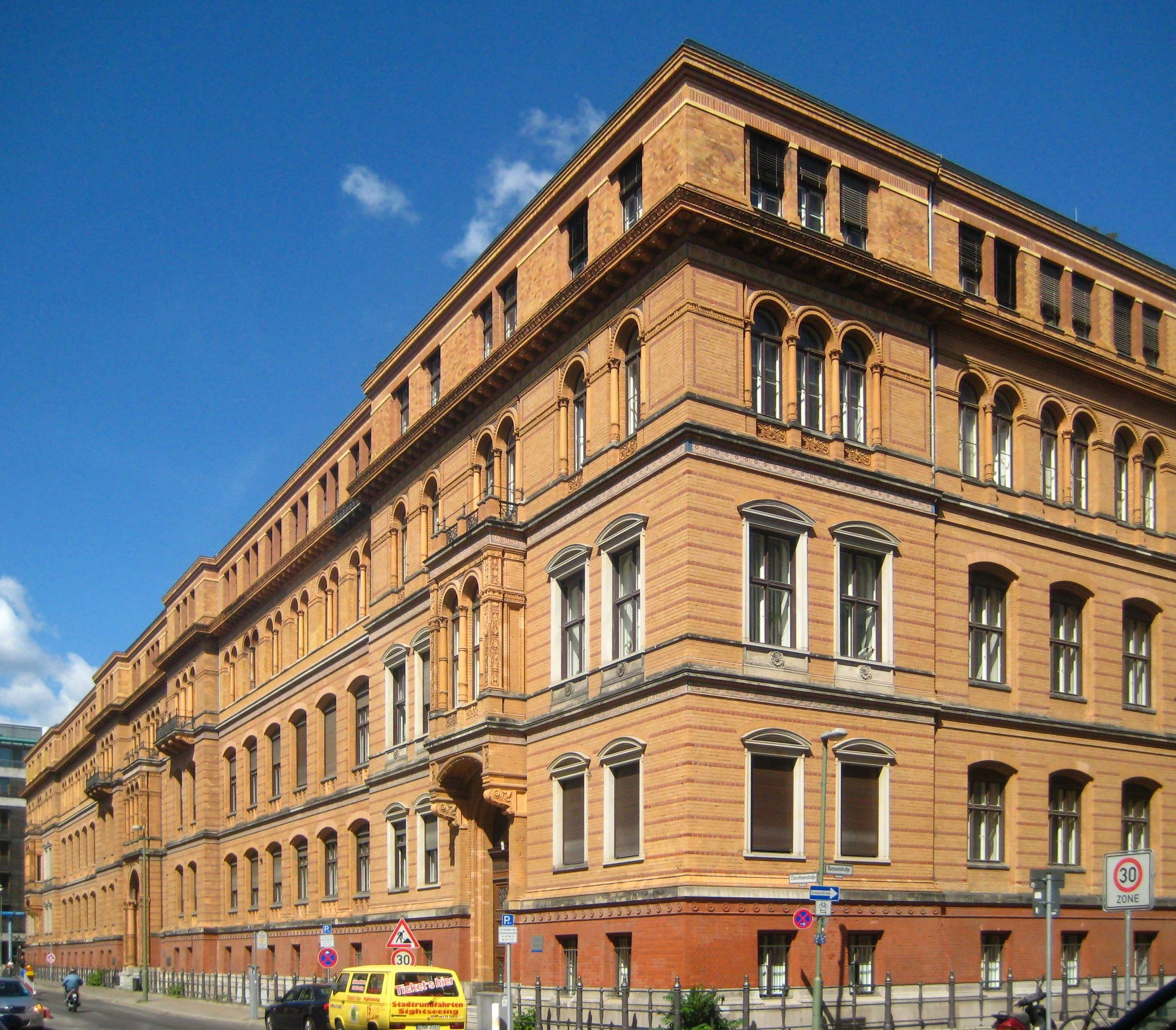
Das Einstein Zentrum Digitale Zukunft

2017 wurde auf Initiative der TU Berlin in Berlin-Mitte das Einstein Center Digital Future (ECDF) eingeweiht.
Das Zentrum ist eine interuniversitäre Einrichtung für die Erforschung der digitalen Transformation und ein öffentlich-privates Partnerschaftsprojekt. Die Ziele sind die Förderung der innovativen und interdisziplinären Forschung und die Ausbildung von Nachwuchswissenschaftlern.

### Patentanmeldungen
Von allen Hochschulen im Raum Berlin-Brandenburg meldet die Technische Universität Berlin jährlich die meisten Patente an. Im Zeitraum von 2012 bis 2017 wurden insgesamt 104 Patente angemeldet.

### Exzellenzcluster
MATH+
Berlin ist eines der bedeutendsten Zentren für angewandte Mathematikforschung in Europa. Das 2002 gegründete Matheon wird neben dem Mathematikinstitut der Technischen Universität Berlin von der Humboldt-Universität zu Berlin, der Freien Universität Berlin sowie dem Zuse-Institut Berlin und dem Weierstraß-Institut für Angewandte Analysis und Stochastik getragen.
Die institutionellen Vorarbeiten des Matheons gingen 2019 im Exzellenzcluster MATH+ an dem die TU Berlin beteiligt ist auf. Das Cluster wird seitdem durch die Exzellenzstrategie gefördert und läuft über sieben Jahre. Unter dem Dach von MATH+ arbeiten mehr als 100 interdisziplinäre Forschungsgruppen in internationaler Zusammensetzung.
Ziel des anwendungsorientierten Clusters ist das Vorantreiben von Fortschritten bei einer Vielzahl von Bereichen wie z. B. in den Lebens- und Materialwissenschaften. Auch Fachgebiete, die sich mit Netzwerken, Kommunikation, Energie, Verkehr- und Transportwesen beschäftigen werden miteinbezogen. In der Zusammenarbeit mit Industrie und Gesellschaft sollen bei der Bewältigung von Zukunftsproblemen wie der nachhaltigen Energieversorgung, der individualisierten Medizin oder der Analyse sozialer Prozesse mathematische Modelle eingesetzt werden.
Unifying Systems in Catalysis
Das Ziel von UniSysCat ist es, gekoppelte katalytische Reaktionen zu verstehen und so die Katalyseforschung insbesondere im Hinblick auf Nachhaltigkeit voranzutreiben.

## Infrastruktur

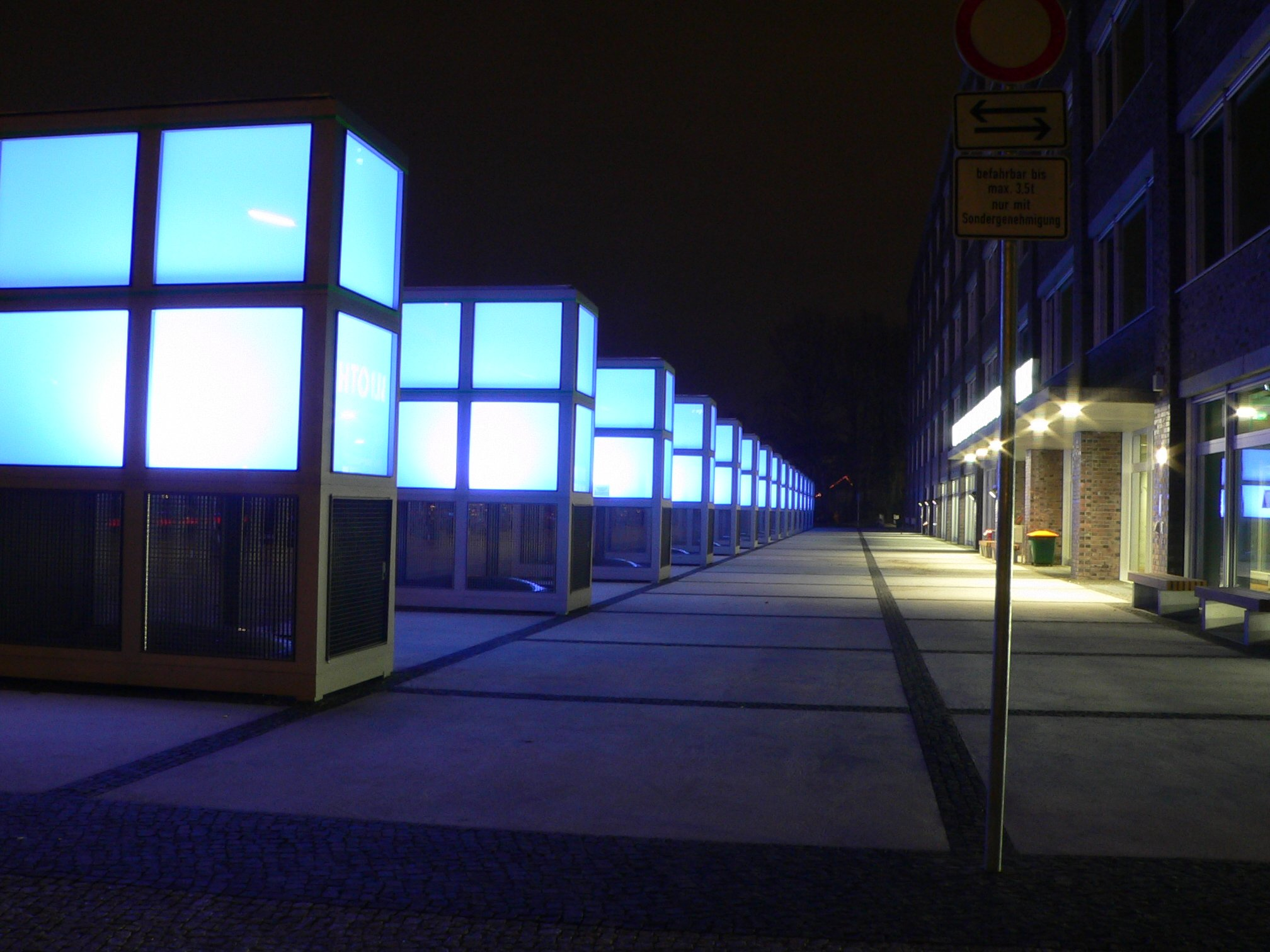
Lichtspiel vor der Zentralbibliothek der TU und UdK

### Universitätsbibliothek
Die Universitätsbibliothek der TU gliedert sich in die Zentralbibliothek und die beiden Bereichsbibliotheken Bereichsbibliothek Architektur und Kunstwissenschaft und Bereichsbibliothek Physik.
Als zentrale Universitätsbibliothek dient die gemeinsame Zentralbibliothek der TU und UdK Berlin im Gebäude VOLKSWAGEN-Haus in der Fasanenstraße (genannt Volkswagenbibliothek) am westlichen Tiergartenrand als östlichste Begrenzung des Campus Charlottenburg. Das 2004 eröffnete Gebäudeprojekt wurde von der Volkswagen AG mit 5 Mio. Euro gesponsert, wodurch Volkswagen auch Namensgeber wurde.
Neben der Universitätsbibliothek existieren an verschiedenen Fakultäten eigene Bibliotheken. Die beiden größten eigenständigen Bibliotheken sind hierbei die Bibliothek Wirtschaft & Management der Fakultät Wirtschaft und Management im Hauptgebäude und die Mathematische Fachbibliothek des Instituts für Mathematik im Mathematikgebäude.
Das Architekturmuseum der Technischen Universität Berlin wird als Sonderabteilung der Universitätsbibliothek geführt.

### Rechenzentrum
Im Jahr 1958 erhielt das Recheninstitut von Wolfgang Haack den ersten Zuse-Rechner Z22. Das Institut ging 1974 in der Zentraleinrichtung Rechenzentrum (ZRZ) der TU auf.
Informations- und Telekommunikations-Services, darunter das internationale Eduroam sowie Web-2.0- und Social-Media-Dienste, wurden bis 2018 von der Nachfolgereinrichtung des ZRZ unter dem Namen tubIT erbracht. 2019 wurde die tubIT aufgelöst und in die neugegründete Zentraleinrichtung Campusmanagement (ZECM) überführt. Diese Umstrukturierung ist eine Folge der SAP-Einführung. Seitens der Firma SAP ist das Projekt mit der TU Berlin das deutschlandweit größte im Hochschulbereich.

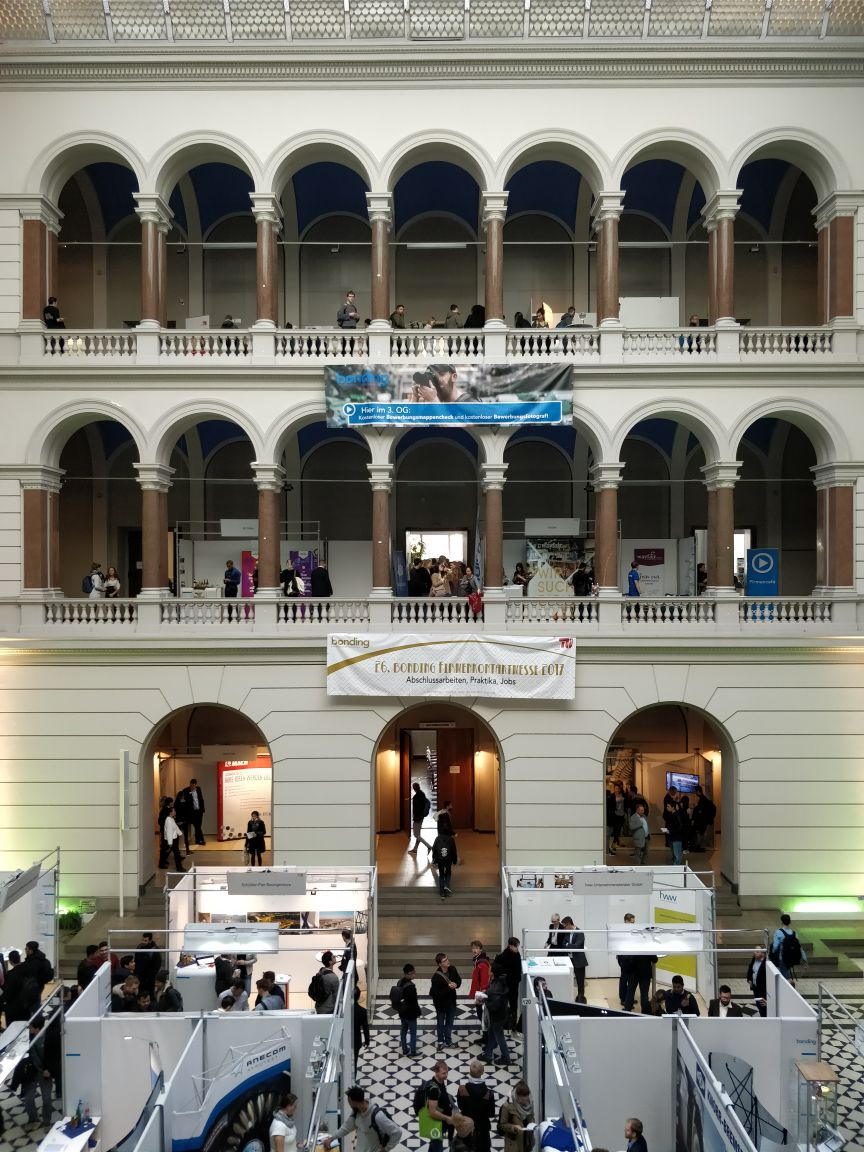
Infoveranstaltung im TU-Lichthof

### ZEWK
Die Zentraleinrichtung Wissenschaftliche Weiterbildung und Kooperation (ZEWK) ist eine von sieben Zentraleinrichtungen der Technischen Universität Berlin. Die vier Arbeitsgebiete der ZEWK umfassen einerseits Beratungs- und Kooperationsmöglichkeiten zwischen Wissenschaft, Wirtschaft, Arbeitswelt und Gesellschaft sowie andererseits universitätsintern, interdisziplinär ausgerichteter, hochschuldidaktischer Beratung und Weiterbildung für wissenschaftliches Personal und Hochschullehrer der TU Berlin in allen Phasen der wissenschaftlichen Laufbahn.
Bis 2018 hat die Akkreditierungskommission der Deutschen Gesellschaft für Hochschuldidaktik e. V. den Einführungskurs „Teaching for University’s Best“ und das Curriculum „Förderung der Qualität der Lehre“ der ZEWK erfolgreich akkreditiert. Ziel dieses Gütesiegels ist die Gewährleistung, dass „Veranstaltungen bzw. Programme professionellen Standards genügen.“ Seit 2013 unterstützt das Online-Lehre-Team der ZEWK die Digitale Lehre und E-Learning an der Technischen Universität Berlin.

### Gründerzentrum

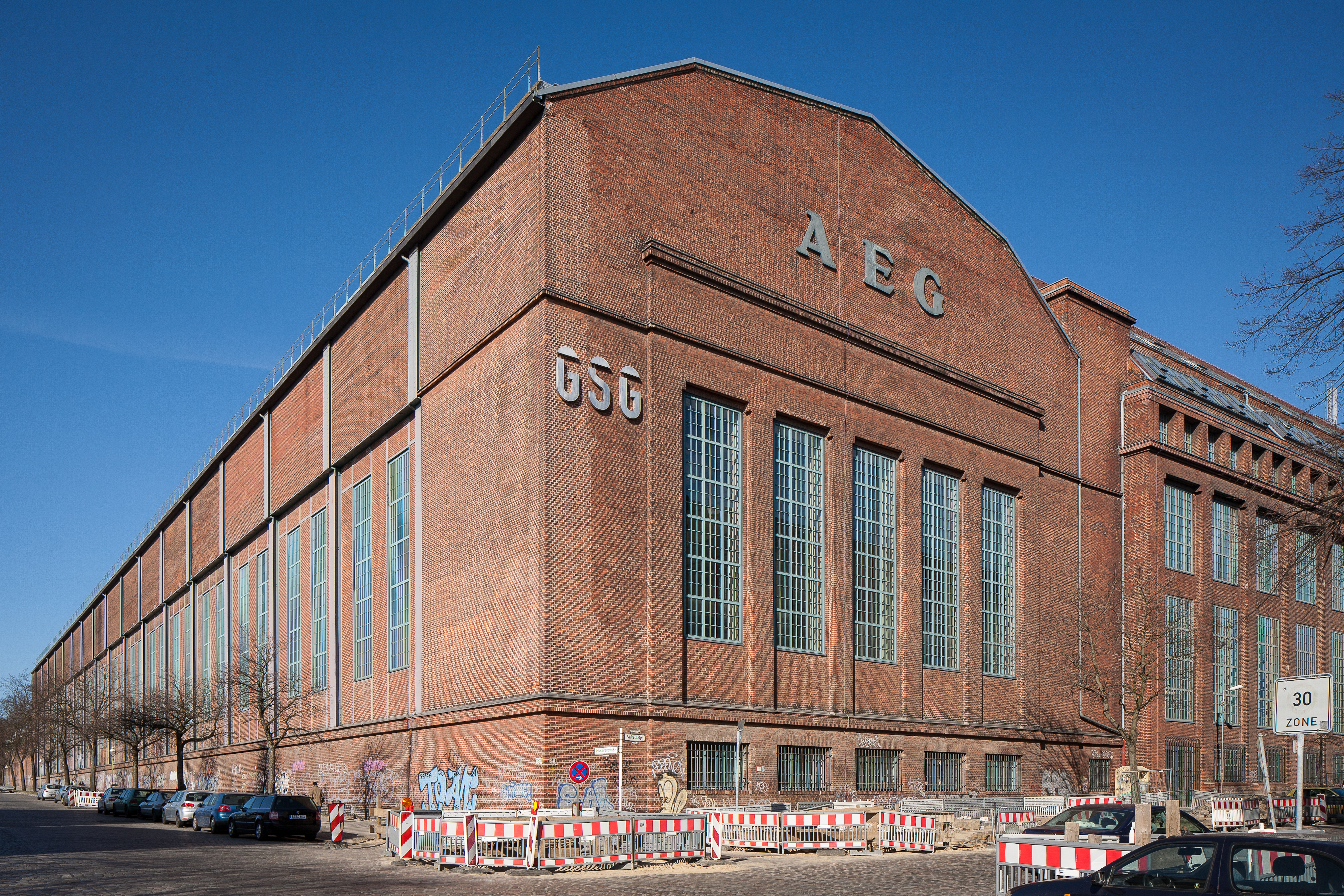
Standort des ersten universitären Gründerzentrums in Deutschland

Die Technische Universität Berlin eröffnete 1983 das Berliner Innovations- und Gründerzentrum (BIG) und 1985 den Technologie- und Innovationspark Berlin (TIP). Das BIG wurde das erste universitäre Gründerzentrum seiner Art in der Bundesrepublik Deutschland. Das Pionierprojekt nahm in den Räumen der ehemaligen AEG-Apparatefabrik seine Tätigkeit mit 13 innovativen Firmen auf, die meist von jungen Absolventen ingenieurwissenschaftlicher Disziplinen gegründet worden waren.
Die Eröffnung des TIP erfolgte auf dem Gelände der AEG-Fabriken Brunnenstraße. Vorrangig sind es junge Unternehmen mit innovativen Projekten in der Wachstumsphase, die räumliche und strukturelle Hilfe erhalten und insbesondere die unmittelbare Nähe zu hier ansässigen Instituten und Forschungseinrichtungen der TU nutzen.
Die TU Berlin wurde vom Bundesministerium für Wirtschaft und Energie als „EXIST – Die Gründerhochschule“ ausgezeichnet. Die zentrale Anlaufstelle für alle Gründungsinteressierten im Hochtechnolgiebereich ist das Centre for Entrepreneurship (CfE). Im sogenannten „StarTUp Inkubator“ des CfE werden jährlich bis zu 30 Gründungsteams unterstützt.

### 5G Kommunikation
Mit der Schaffung eines 5G-Testfelds im Jahr 2020 wurde am Charlottenburger Standort der TU Berlin eine Kommunikationsinfrastruktur errichtet, die es Unternehmen und Behörden ermöglicht, Anwendungsszenarien in einem urbanen Umfeld zu erproben. Das Testfeld operiert unabhängig von kommerziellen 5G-Netzanbietern und wurde maßgeblich durch das Fraunhofer Heinrich-Hertz-Institut vorangetrieben.

## Nobelpreisträger, Absolventen, Lehrkräfte

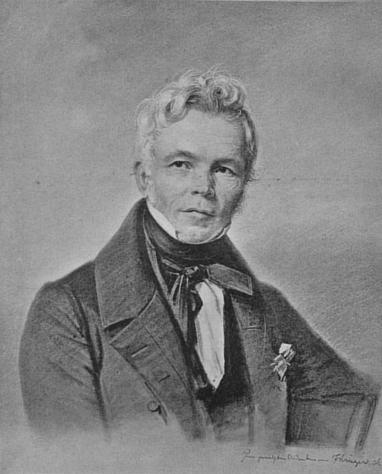
Karl Friedrich Schinkel, Architekt
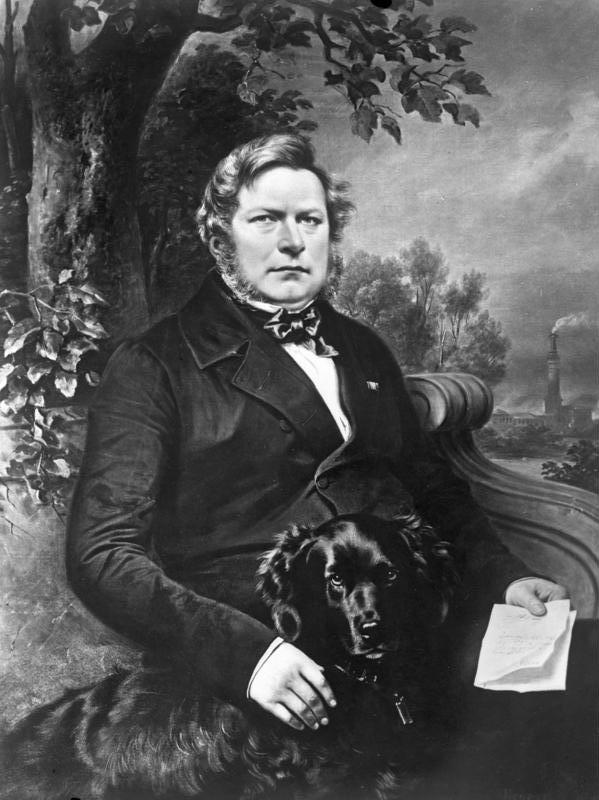
August Borsig, Unternehmer
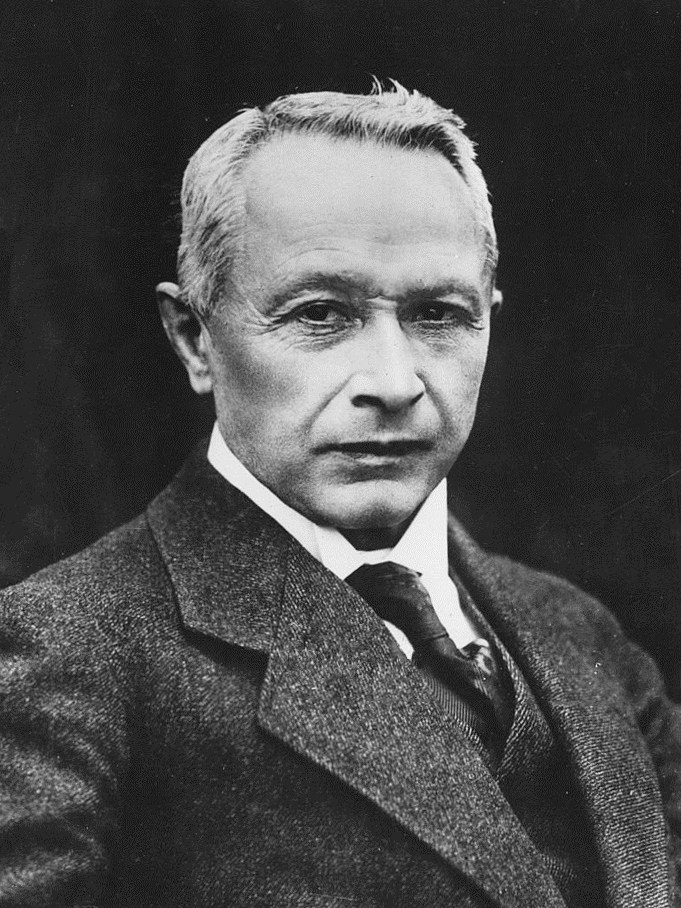
Hugo Junkers, Ingenieur
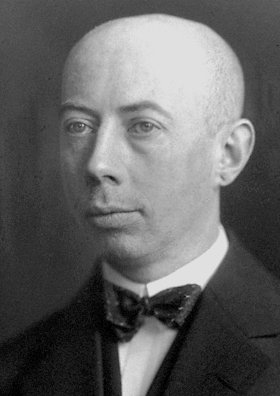
Gustav Hertz, Nobelpreisträger Physik
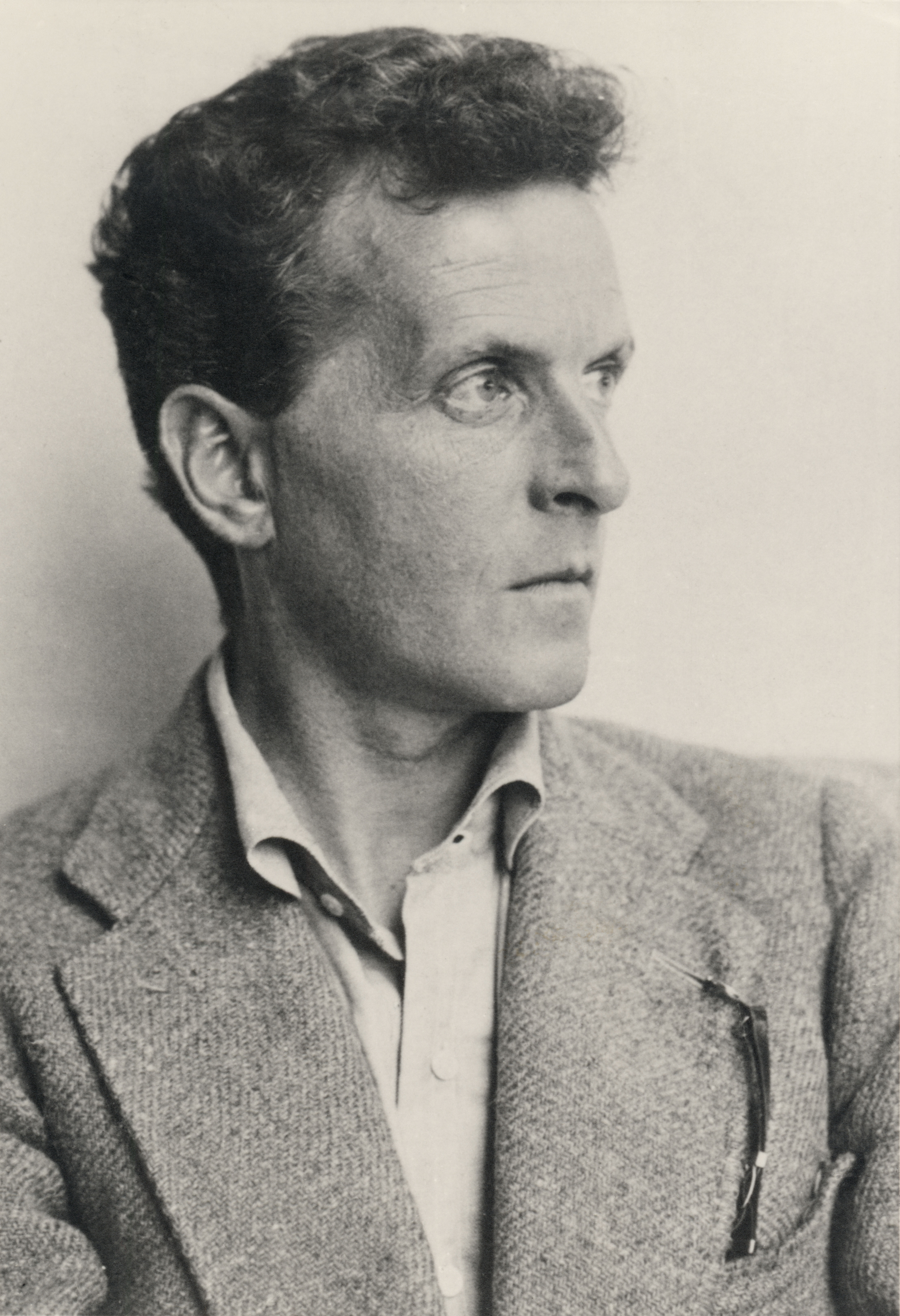
Ludwig Wittgenstein, Philosoph
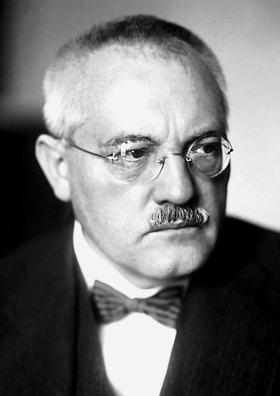
Carl Bosch, Nobelpreisträger Chemie
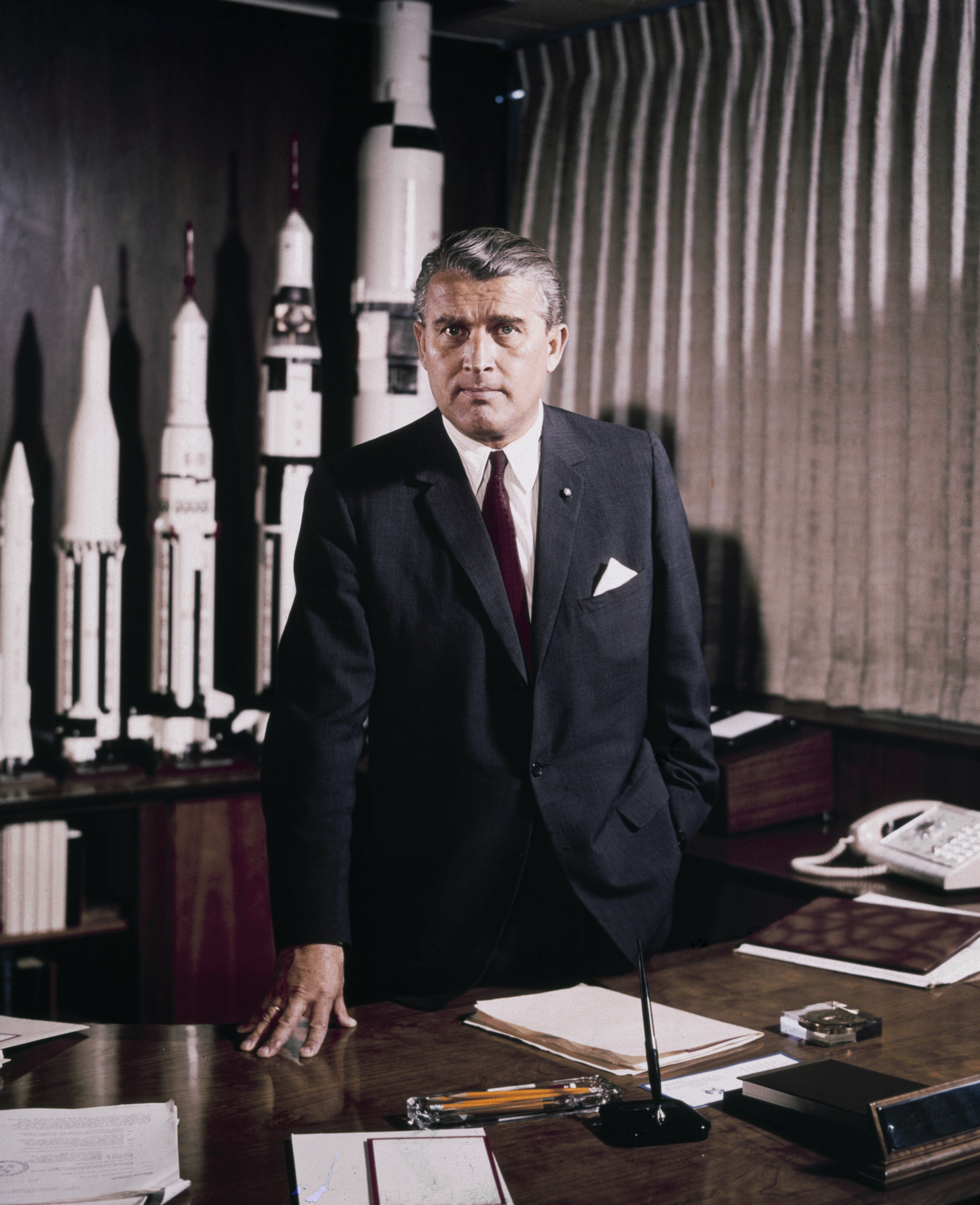
Wernher von Braun, Raketenkonstrukteur
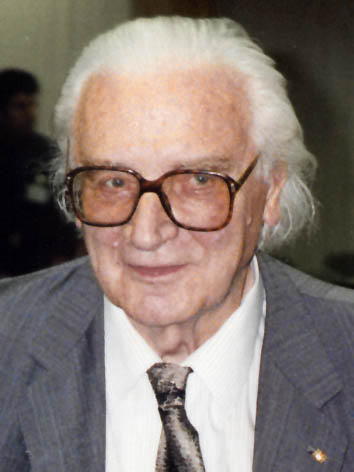
Konrad Zuse, Computerpionier

- Bruno Ahrends (1878–1948), Architekt des Neuen Bauens bzw. der Berliner Moderne
- Astrid Albrecht-Heide (* 1938), bis 2004 Professorin für Sozialisationsforschung, Schwerpunkt Friedensforschung
- Hermann Appel (1932–2002), 1972–1998 Leiter des Fachgebiets Kraftfahrzeuge, Gründer der IAV GmbH
- Siegfried Heinrich Aronhold (1819–1884), Mathematiker, Prorektor von 1879 bis Mitte 1880
- Achim von Arnim (1881–1940), Volkswirtschaftler, Professor für Wehrwissenschaften, 1934–1938 Rektor der TH Berlin
- Diamantino Pedro Azevedo (* 1963), Bergbauingenieur, seit 2017 Minister für Bodenschätze und Erdöl in Angola
- Adolf von Baeyer (1835–1917), 1859/60 Privatdozent an der Gewerbeakademie Berlin, Nobelpreis für Chemie 1905
- Heinz Barwich (1911–1966), Kernphysiker
- Helmut Baumgarten (* 1937), Professor für Logistik
- Richard Becker (1887–1955), Physiker
- Wolfgang Benz (* 1941), Historiker
- Ulrich Bez (* 1943), deutscher Unternehmer und Ingenieur, verantwortlich für die Weiterentwicklung des Porsche 911 und Entwicklung des BMW Z1. Vorstandsvorsitzender Aston Martin
- Dieter Bimberg (* 1942), Professor für Festkörperphysik
- Erik Blumenfeld (1915–1997), hanseatischer Politiker und Kaufmann
- Ludwig Bölkow (1912–2003), Ingenieur, Gründer der Bölkow GmbH (seit 1969 Teil von Messerschmitt-Bölkow-Blohm), Ehrendoktor der Technischen Hochschule Stuttgart
- Hans Boersch (1909–1986), Physiker
- Ferdinand Bohlmann (1921–1991), Naturstoff-Chemiker
- August Borsig (1804–1854), Eisenbahn-Pionier (Dampflokomotiven), Gründer der Borsigwerke
- August von Borries (1852–1906), Professor für Eisenbahnwesen
- Carl Bosch (1874–1940), Chemiker, Nobelpreis 1931, Vorstandsvorsitzender der BASF und I.G. Farben
- Wernher von Braun (1912–1977), Physiker, Raumfahrtpionier
- Franz Breisig (1868–1934), Mathematiker, Erfindung der elektrischen Eichleitung und Prägung des Begriffes Vierpol
- Erich Brennecke (1885–1967), Professor für Geodäsie und Vermessungskunde, Bundesverdienstkreuz I.Klasse
- Ludwig Nathaniel August Brennecke (1843–1931), Wasserbau- und Tiefbauingenieur, Marine-Hafenbaudirektor
- Erich Brückner (1881–1972), Regierungsbaurat in Mecklenburg
- Hans Bucka (1925–2011), Physiker
- Wilhelm Cauer (1900–1945), Mathematiker, leistete wesentliche Beiträge für den analogen Filterentwurf
- Günther F. Clauss (* 1939), Professor für Schiffs- und Meerestechnik.
- Henri Marie Coandă (1886–1972), rumänischer Physiker und Aerodynamiker. Er entdeckte den nach ihm benannten Coandă-Effekt.
- Carl Cranz (1858–1945), Professor für Technische Physik an der TH Berlin (1929–1935). Er gilt als einer der Begründer der modernen Ballistik.
- Fritz Crzellitzer (1876–1942), Architekt
- Hans Dachs (1927–2011), ordentlicher Professor für Festkörperphysik (Hahn-Meitner-Institut), insbesondere Nukleare
- Carl Dahlhaus (1928–1989), Professor für Musikgeschichte
- Werner Dahlheim (* 1938), Professor für Alte Geschichte
- Helga de la Motte-Haber (* 1938), Professorin für Systematische Musikwissenschaft 1978–2005
- Franz Dischinger (1887–1953), international angesehener Fachmann für Stahlbetonbau, Spannbetonbrückenbau, Ehrensenator der TU
- Richard Doergens (1839–1901), Professor für Geodäsie und Feldmesskunde, Rektor 1891–1892
- Walter Dornberger (1895–1980), Kommandeur der Heeresversuchsanstalt Peenemünde.
- Konstantinos A. Doxiadis (1913–1975), Architekt, bekannt als Städteplaner der pakistanischen Hauptstadt Islamabad und der Stadt Rawalpindi
- Rudolf Drawe (1877–1967), Professor für Brennstofftechnik, Rektor 1929–1930
- Artur Ebert (1891–1978), Dozent für Geophysik 1943–1945
- Otto Eggert (1874–1944), Professor für Höhere und Astronomische Geodäsie, Rektor 1933–1934, Direktor des Preußischen Geodätischen Instituts in Potsdam
- Johann Albert Eytelwein (1764–1848), Mitbegründer der Berliner Bauakademie und dort Professor für Mechanik fester Körper, Hydraulik und Maschinenlehre
- Gottfried Feder (1883–1941), Volkswirtschaftler, nationalsozialistischer Städteplaner, prägte das antisemitische Schlagwort Brechung der Zinsknechtschaft
- Anja Feldmann (* 1966), Professorin für Internet Network Architectures bei den Telekom Innovation Laboratories, Gottfried Wilhelm Leibniz-Preisträgerin
- Ernst Fiala (* 1928), Professor am Institut für Kraftfahrzeuge, Mitentwickler des VW-Golf, Vorstandsmitglied der Volkswagen AG
- Christiane Floyd (* 1943), Informatikerin, 1978 an die TUB berufen, erste Professorin der Informatik im deutschsprachigen Raum
- Heinz Flessner (1911–1998), Maschinenbauingenieur, Kommandeur des Sonderkommando 600 N zur Produktion des Bachem Ba 349 Natter, Erfinder, erster Produzent von Kartoffelchips auf dem europäischen Kontinent
- Hermann Föttinger (1877–1945), Fachmann für Maschinenbau und Elektrotechnik mit starkem Bezug zum Schiffbau und zur Strömungstechnik
- Ute Frank (* 1952), Architektin und emeritierte Universitätsprofessorin am Institut für Baukonstruktion und Entwerfen
- Hans Freese (1889–1953), 1948–1950 Rektor, danach Leiter des Instituts für Krankenhausbau
- Ludvík Frejka (1904–1952), tschechoslowakischer Politiker, leitete als Student in den Zwanziger Jahren die kommunistische Studentenfraktion an der Technischen Hochschule Berlin-Charlottenburg; im Slánský-Prozess zum Tode verurteilt und hingerichtet
- Martin Georg Frohberg (* 1929), Professor für Metallurgie, Lehrstuhlinhaber ab 1963
- Robert Fuchs (1895–1977), deutscher Generalmajor
- Dennis Gábor (1900–1979), Physiker, Erfinder der Holografie, Nobelpreis 1971
- Max Gary (1859–1923), Baustoffkundler
- Robert Gasch (* 1936), Professor für Strukturdynamik und Konstruktionsberechnung, Pionier der Windenergietechnik
- Hans Geiger (1882–1945), Physiker, Entwickler des Geigerzählers; leistete für Lise Meitner Vorarbeiten für die Apparaturen zur Entdeckung der Kernspaltung
- Elmar Giemulla (* 1950), Professor für Luftverkehrsrecht
- Wolfgang Giloi (1930–2009), Professor für Informatik, Gründungsdirektor des Forschungsinstituts für Rechnerarchitektur und Softwaretechnik (FIRST) des GMD
- Bernhard von Glisczynski (1912–1992), Bauingenieur, Manager und Denkmalschützer.
- Rudolf Goldschmidt (1876–1950), vertriebener Hochschullehrer, Pionier der drahtlosen Telegraphie
- Martin Grötschel (* 1948), Ehrenmitglied der DMV, Generalsekretär der Internationalen Mathematischen Union, Gottfried-Wilhelm-Leibniz-Preisträger
- Ludwig Hannakam (1923–1987), Professor für Theoretische Elektrotechnik, Leiter des Elektro-Forschungslaboratoriums der AEG in Berlin, Berechnung des Magnetfeldes der Sonne aus Messungen in der Photosphäre
- Werner Hartmann (1912–1988), Begründer der Mikroelektronik der DDR und Schüler von Gustav Ludwig Hertz
- Guido Hauck (1845–1905), Hochschullehrer und Rektor
- Karin Hausen (* 1938), Historikerin, Gründerin des Zentrums für interdisziplinäre Frauen und Geschlechterforschung, 1978–1995 Professorin der Wirtschafts- und Sozialgeschichte, 1999–2003 Professorin der Interdisziplinären Frauen- und Geschlechterforschung
- August Hertwig (1872–1955), Professor für Statik der Baukonstruktionen und des Stahlbaus (1924–1937)
- Gustav Ludwig Hertz (1887–1975), Kernphysiker, Nobelpreis 1925
- George de Hevesy (1885–1966), Chemiker, Nobelpreis 1943
- Bernd Hillemeier (* 1941), Professor für Baustoffe, Baustoffprüfung und Bauchemie 1991–2009
- Walter Höllerer (1922–2003), Schriftsteller, Literaturwissenschaftler und einflussreicher Literaturkritiker, Fontanepreisträger, Professor für Literaturwissenschaft
- Wilhelm Hoff (1883–1945), Professor für Luftfahrtwesen und Flugzeugkonstruktion der TH Berlin 1923–1945, Leiter der DVL 1920–1945
- Hellmut Homberg (1909–1990), Bauingenieur
- Roland Hüttenrauch (1928–2006), Physiker, „Vater des vergleichenden Warentests“: Geschäftsführer und Vorstand der Stiftung Warentest
- Hugo Junkers (1859–1935), Maschinenbauingenieur, Gründer der Junkers & Co. GmbH in Dessau
- Gustav Jung (1859–1929)[73], Kommerzienrat, Leiter und Gesellschafter des Hessen-Nassauischen Hüttenvereins, Neuhütte bei Dillenburg, Student der Bergakademie Berlin
- Helmut Käufer (1924–2014), Kunststofftechniker
- Arthur Kickton (1861–1944), Architekt und Geheimer Oberbaurat, Ehrensenator der Technischen Universität
- Abdul Qadeer Khan (1936–2021), bedeutender pakistanischer Atomwissenschaftler
- Horst Kleinkauf (1930–2020), Biochemiker und Molekularbiologe
- Carsten Knobel (* 1969), CEO Henkel AG & Co. KGaA
- Klaus Knothe (1937–2021), Professor für Konstruktionsberechnung, leistete wichtige Beiträge zur Fahrzeug- und Gleisdynamik
- Heinz Hermann Koelle (1925–2011), 1965–1991 Professor am Institut für Luft- und Raumfahrt der TU Berlin, Mitarbeiter Wernher von Brauns
- Fritz Kötter (1857–1912), Mathematiker mit dem Spezialgebiet Angewandte Mathematik. Im Bereich Technische Mechanik war er der erste Professor an der TU Berlin
- Hans Detlef Krey (1866–1928), Bauingenieur, von 1910 bis 1928 Leiter der Königl. Versuchsanstalt für Wasserbau, Schiffbau und Bodenmechanik
- Hans Kollhoff (* 1946), Architekt
- Karl Küpfmüller (1897–1977), Elektrotechniker, formte wesentlich die Systemtheorie der Elektrotechnik
- Karl-Eugen Kurrer (* 1952), Bauingenieur und Historiker der Bautechnik
- Eckhard Kutter (1939–2020), Verkehrswissenschaftler
- Otto Lacmann (1887–1961), Geodät und erster Professor für Photogrammetrie
- Peter Lehmann (* 1950), Diplom-Pädagoge, Gründer des Antipsychiatrieverlags, Ehrendoktor der Aristoteles-Universität Thessaloniki (Griechenland) und Träger des Bundesverdienstkreuzes
- Paul Limberg (1917–1997), Pflanzenbauwissenschaftler, 1965–1982 Professor für Acker- und Pflanzenbau
- Hans Lorenz (1905–1996), Professor für Grundbau und Bodenmechanik (1947–1972), Pionier der Bodendynamik
- Werner Lorenz (* 1953), Bauingenieur und Historiker der Bautechnik
- Georg Hans Madelung (1889–1972), Ingenieur und Flugzeugbauer, ab 1926 Professor an der TH Berlin, ab 1929 Professor für Luftfahrttechnik an der TH Stuttgart
- Ludwig Christian Karl Alexander Martens (1875–1948), erster Botschafter Sowjetrusslands in den USA, Leiter Dieselmotorenforschung in Leningrad
- Herbert Franz Mataré (1912–2011), deutscher Physiker und Transistor-Pionier
- Alexander Meißner (1883–1958), Honorarprofessor mit Vorlesungen zur drahtlosen Fernübertragung ab 1928, Erfinder der Meißner-Schaltung
- Friedrich Meuser (* 1938), Professor für Lebensmittelverfahrenstechnik
- Norbert Miller (* 1937), Professor für Deutsche Philologie und Vergleichende Literaturwissenschaft
- Sebastian Möller (* 1968), Professor für Quality and Usability bei den Telekom Innovation Laboratories, Preisträger des Johann-Philipp-Reis-Preises
- Helmut Moritz (1933–2022), Professor für Höhere Geodäsie und Astronomie, Theorie des Erdschwerefeldes
- August Müller (1867–1922), technischer Offizier der Kaiserlichen Marine, Marinebaurat und zuletzt Betriebsdirektor der Kaiserlichen Werft Kiel.
- Heinrich Müller-Breslau (1851–1925), Baustatiker, Hauptvertreter der Berliner Schule der Baustatik
- Klaus-Robert Müller (* 1964), Professor, einer der Wegbereiter des Maschinellen Lernens
- Heinz Niedrig: (* 1935), Physiker, Diplom 1960, Promotion 1965, Professor 1970, Geschäftsführender Direktor des Optischen Instituts 1974
- Ida Eva Noddack (1896–1978), Chemikerin, Promotion 1919 TH zu Berlin, 1966 Großes Verdienstkreuz der Bundesrepublik Deutschland
- Karl Wilhelm Ochs (1896–1988), Architekt
- Gustav Oelsner (1879–1956), Architekt
- Frei Otto (1925–2015), Architekt, Dozent und Architekturtheoretiker, erbaute das Münchner Olympiadach
- Peter Jan Pahl (* 1937), Bauingenieur, erster Bauinformatikprofessor Deutschlands.
- August von Parseval (1861–1942), Luftschiffkonstrukteur, ab 1908 Dozent, 1910–1936 Professor für Luftschifffahrt und Luftfahrzeuge
- Wolfgang Paul (1913–1993), Physiker, Professor und Nobelpreisträger für Physik
- Hans Poelzig (1869–1936), Architekt; dominierte mit Heinrich Tessenow das bauliche Geschehen im Deutschen Reich der 1920er und 1930er Jahre.
- Ernst Poensgen (1871–1949), Stahlindustrieller, Vorstandsvorsitzender der Vereinigten Stahlwerke AG
- Gernot Renger (1937–2013), Biochemiker, Physikochemiker
- Franz Reuleaux (1829–1905), international bekannter Maschinenbauer, auswärtiges Mitglied der Königlich Schwedischen Akademie der Wissenschaften in Stockholm
- Alois Riedler (1850–1936), Maschinenbauingenieur und Konstrukteur, Initiator der praxisorientierten Ingenieurausbildung und des Promotionsrechts für Ingenieure
- Hermann Immanuel Rietschel (1847–1914), Ingenieur, gilt als Begründer der Heizungs- und Lüftungstechnik, Rektor und Prorektor (1893–1894)
- John Augustus Roebling (1806–1869), Brückenbau-Ingenieur, konstruierte die New Yorker Brooklyn Bridge
- Karlheinz Roik (1924–2009), Professor für Stahlbau (1963–1972), trug wesentlich zum Stahlverbundbau bei
- Max Rudeloff (1857–1929), Direktor des Königlichen Materialprüfungsamtes Berlin
- Arthur Rudolph (1906–1996), Raketeningenieur, u. a. Saturn V
- Reinhard Rürup (1934–2018), Professor für Neuere Geschichte, ehemaliger Wissenschaftlicher Direktor der Stiftung der Gedenkstätte Topographie des Terrors in Berlin
- Ernst Ruska (1906–1988), Physiker, Ruska baute das erste Elektronenmikroskop und erhielt dafür 1986 den Nobelpreis
- Eugen Sänger (1905–1964), österreichischer Ingenieur und Pionier auf dem Gebiet der Luft- und Raumfahrt
- Friedrich Sauthoff (1905–1994), Maschinenbau-Ingenieur und Sachverständiger für Eisenbahnbremstechnik
- Samih Sawiris (* 1957), ägyptischer Unternehmer
- Barbara Schaeffer-Hegel (* 1936), Professorin der Erziehungswissenschaften 1980–2002, 2000 Bundesverdienstkreuz 1. Klasse
- Hubert Schardin (1902–1965), Gründer und Leiter des Fraunhofer-Instituts für Kurzzeitdynamik – Ernst-Mach-Institut (EMI) – in Freiburg im Breisgau
- Reinhold Schildbach (1933–2019), Agrar- und Brauwissenschaftler
- Karl Friedrich Schinkel (1781–1841), Baumeister in Preußen
- Hans Scharoun (1893–1972), Architekt und Professor an der TH/TU Berlin 1947–1958
- Jörg Schlaich (1934–2021), Bauingenieur, Protagonist des Leichtbaus im Bauwesen mit internationalem Renommee.
- Mike Schlaich (* 1960), Bauingenieur, Professor für Massivbau
- Georg Schlesinger (1874–1949), Produktionswissenschaftler, Begründer der wissenschaftlichen Fertigungstechnik
- Hermann Schmidt (1894–1968), Maschinenbauer und Kybernetiker
- Georg Schnadel (1891–1980), Professor für Statik der Schiffe und Schiffselemente (1928–1945), bahnbrechende Beiträge zur Theorie der Schiffsfestigkeit
- Bernhard Schrader (1931–2012), Chemiker, Pionier der Raman- und Infrarotspektroskopie
- Fritz Schröter (1886–1973), Forschungsdirektor bei Telefunken, Honorarprofessor an der TH von 1931 bis 1945, Erfinder des Zeilensprungverfahrens
- Helmut Schwarz (* 1943), Chemiker und Wissenschaftsmanager, Gottfried-Wilhelm-Leibniz-Preisträger
- Johann Wilhelm Schwedler (1823–1894), Bauingenieur und Baubeamter des 19. Jahrhunderts
- Lew Lwowitsch Sedow (1906–1938), Sohn von Leo Trotzki
- Hans Seehase (1887–1974), Maschinenbauer, ab 1912 am Lehrstuhl für Technische Mechanik der TH zu Berlin, später Chefkonstrukteur Sablatnig-Flugzeugbau Berlin, Gründung der Firma Dr. Seehase-Leichtbau; Entwicklung personentragender Drachen, Rechenschieber
- Adolf Slaby (1849–1913), erster Ordinarius für Elektrotechnik an der TH zu Berlin, Pionier der Funktechnik
- Albert Speer (1905–1981), Architekt, „Generalbauinspektor für die Reichshauptstadt“, ab 1942 Reichsminister für Bewaffnung und Munition bzw. für Rüstung und Kriegsproduktion
- Günter Spur (1928–2013), Gründer des Produktionstechnischen Zentrums an der TU Berlin
- Volker Staab (* 1957), Architekt
- Ulf Stahl (1944–2019), Mikrobiologe und Genetiker
- Karl Hugo Strunz (1910–2006), 1951–1978 Inhaber des Lehrstuhls für „Mineralogie und Petrographie“ und Entwickler der modernen Klassifikation der Minerale
- Volker Strycek (* 1957), Motorsportler und -manager
- István Szabó (1906–1980), Professor für Mechanik 1947–1975
- Gisela Szagun, Professorin für Entwicklungspsychologie (1984–2006) und Expertin für Sprachforschung
- Till Talaulicar (* 1972), studierte, promovierte und habilitierte an der Universität, heute Professor für Wirtschaftswissenschaften
- Bruno Taut (1880–1938), Architekt, Mitglied der Preußischen Akademie der Künste, Honorarprofessor an der TH Berlin 1930–1933
- Alfred Teichmann (1902–1971), Ordinarius für Statik der Baukonstruktionen (1948–1969) an der TU Berlin
- Heinrich Tessenow (1876–1950), Architekt
- Robert Thelen (1884–1968), Ingenieur, Luftfahrtpionier, Dozent an der Adlershofer Luftfahrerschule, ab 1926 Leiter der Prüfabteilung der Deutschen Versuchsanstalt für Luftfahrt
- Hans Tonn (* 1901), ab 1962 ordentlicher Professor für Maschinen und Energiewirtschaft der Landwirtschaftlichen Technologie an der TU Berlin
- Volker Trommsdorff (* 1943), Professor für Marketing
- Rudolf Trostel (1928–2016), Professor für Mechanik (1963–1997), bekannter Vertreter der Rationalen Mechanik und befasste sich u. a. mit Theoriekonstruktionen der Mechanik
- Max Volmer (1885–1965), Chemiker, für wenige Tage im Juni 1945 Prorektor der TU Berlin[14], Präsident der Deutschen Akademie der Wissenschaften zu Berlin (DAW)
- Walter Volpert (* 1942), Professor für Arbeitspsychologie und Arbeitspädagogik an der TU Berlin
- Sven-Hendrik Voß (* 1978), Diplom- und Promotionsabsolvent an der TU Berlin, später Professor für Digitaltechnik und Rechnerarchitektur an der BHT Berlin
- Herbert Wagner (1900–1982), von 1930 bis 1935 Professor für Luftfahrwesen an der TH Berlin
- Andrei Walther (* 1972), Diplom- und Promotionsabsolvent an der TU Berlin, Innovationspreisträger an der TU Berlin, Honorarprofessor FH Potsdam
- Alfred Walz (1907–1999), Ingenieur und ordentlicher Profesor für Überschalltechnik an der TU Berlin von 1967 bis 1975
- Peter Wapnewski (1922–2012), Germanist, Gründungsrektor des Wissenschaftskollegs zu Berlin, Sigmund-Freud-Preisträger, Inhaber der Ernst-Reuter-Plakette und der Helmholtz-Medaille.
- Karl Weierstraß (1815–1897), Inhaber der ersten mathematischen Lehrstelle am Königlichen Gewerbeinstitut; Weierstraß übte einen überragenden Einfluss auf die Entwicklung der mathematischen Analysis aus; sprichwörtlich war die Weierstraßsche Strenge in Fragen der Mathematik.
- Chaim Weizmann (1874–1952), erster israelischer Staatspräsident
- Arthur Werner (1877–1967), erster Oberbürgermeister Berlins nach 1945
- Eugene Paul Wigner (1902–1995), Physiker, Nobelpreis 1963 für seine Beiträge zur Kernphysik
- Heinrich Wilhelmi (1906–2005), Rechentechnik-Pionier, Professor und Begründer der Mess-, Steuer- und Regelungstechnik an der TH Magdeburg
- Emil Winkler (1835–1888), Begründer der Baustatik an der TH Berlin
- Ludwig Wittgenstein (1889–1951), Sprachphilosoph
- Elisa Leonida Zamfirescu (1887–1973), weltweit erste weibliche Ingenieurin
- Wolfgang Zerna (1916–2005), Bauingenieur, entwickelte u. a. die allgemeine Theorie der Schalen
- Günter M. Ziegler (* 1963), Mathematiker, Gottfried-Wilhelm-Leibniz-Preisträger
- Konrad Zuse (1910–1995), Bauingenieur, entwickelte den weltweit ersten frei programmierbaren Computer für binäre Gleitkommarechnung

### Spitzensport

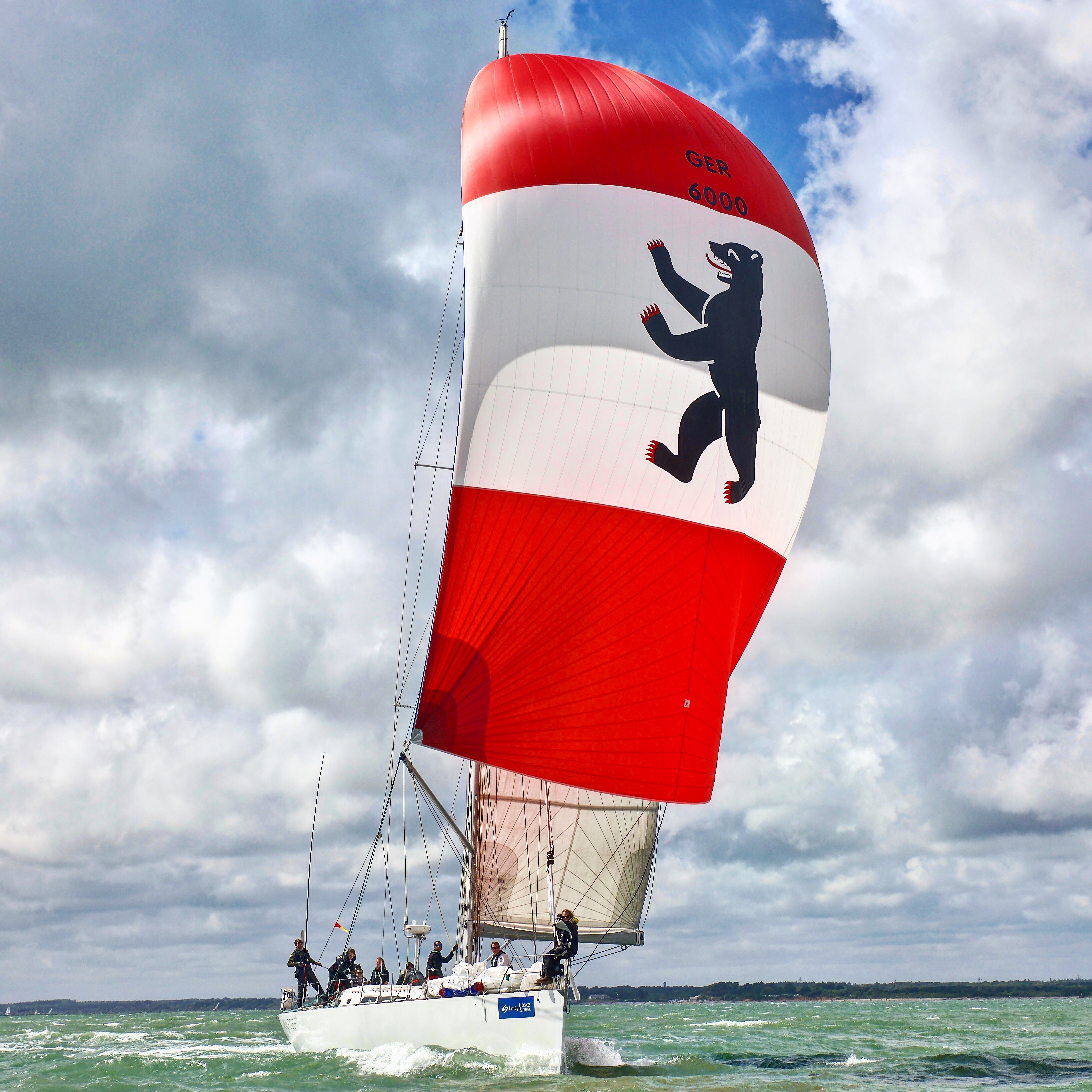
Yacht des Akademischen Segler-Vereins

Zehn Studenten der Königlich Technischen Hochschule zu Charlottenburg gründeten 1886 den Akademischen Segler-Verein (ASV). Der ASV ist heute einer der ältesten bestehenden Segelvereine Deutschlands und gehört zu den Begründern des Hochseesegelns.
Sportler und Sportlerinnen mit einem Bundeskader-Status, die ihren Trainingsstandort in Berlin haben, werden bei ihrer Bewerbung um einen Studienplatz an der TU Berlin besonders gefördert. 2010 wurden insgesamt 37 Spitzenathleten unterstützt. Darunter waren zahlreiche Europa- und Weltmeister.

### Leibniz-Preisträger
Mit dem höchstdotierten deutschen Förderpreis im Rahmen des Gottfried Wilhelm Leibniz-Programms der Deutschen Forschungsgemeinschaft (DFG) wurden bisher folgende Wissenschaftlerinnen und Wissenschaftler mit dem Gottfried Wilhelm Leibniz-Preis ausgezeichnet: Giuseppe Caire, Bénédicte Savoy, Anja Feldmann, Holger Boche, Günter Ziegler, Martin Grötschel, Klaus Petermann, Helmut Schwarz und Ingo Müller.

### Internationales Alumni-Netzwerk
Über ein weltweites Alumni-Programm hält die TU Berlin Kontakt zu ihren Absolventinnen und Absolventen sowie allen anderen ehemaligen Angehörigen der Universität. Das Alumni-Netzwerk hat mehr als 30.000 Mitglieder in über 130 Ländern.  Das Netzwerk veranstaltet jährlich eine Karrierewoche um Absolventen und Wissenschaftlerinnen eine Informationsplattform zur Berufsentwicklung zu bieten.